# Bahnhof Berlin Ostkreuz
Der Bahnhof Berlin Ostkreuz ist der am stärksten frequentierte Umsteigebahnhof der Eisenbahn in Berlin. Er liegt größtenteils im Osten des Ortsteils Friedrichshain, einzelne Teile liegen bereits im Ortsteil Rummelsburg. Im Turmbahnhof Ostkreuz kreuzen sich die Schlesische Bahn und die Ostbahn auf der unteren Ebene mit der Berliner Ringbahn auf der oberen Ebene.
Der Bahnhof wurde zwischen 2006 und 2018 bei laufendem Betrieb vollständig umgebaut. Die Arbeiten sollten ursprünglich 2016 abgeschlossen sein. Nach mehreren Verzögerungen wurde im Dezember 2018 der vollständige Betrieb aufgenommen. Während viele Jahrzehnte ausschließlich Züge der Berliner S-Bahn hielten, ist der Bahnhof Ostkreuz seit Dezember 2015 auch ein Halt des Regionalverkehrs und einiger Fernverkehrsverbindungen.
Sowohl hinsichtlich der Anzahl der abfahrenden Reisezüge als auch bezüglich der Fahrgastzahlen ist er einer der meistfrequentierten Bahnhöfe Deutschlands. Mit etwa 250.000 Besuchern und Reisenden pro Tag – davon 235.000 S-Bahn-Fahrgästen – steht er auf Platz drei der verkehrsreichsten Bahnhöfe in Berlin (Stand: 2019).

## Geschichte

### Vorgeschichte

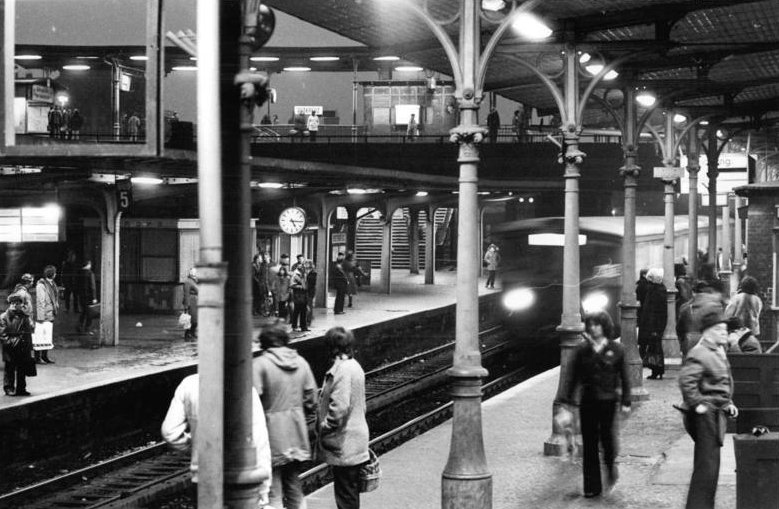
Bahnsteig E mit einfahrendem Zug, links Bahnsteig D, oben Bahnsteig F, 1981

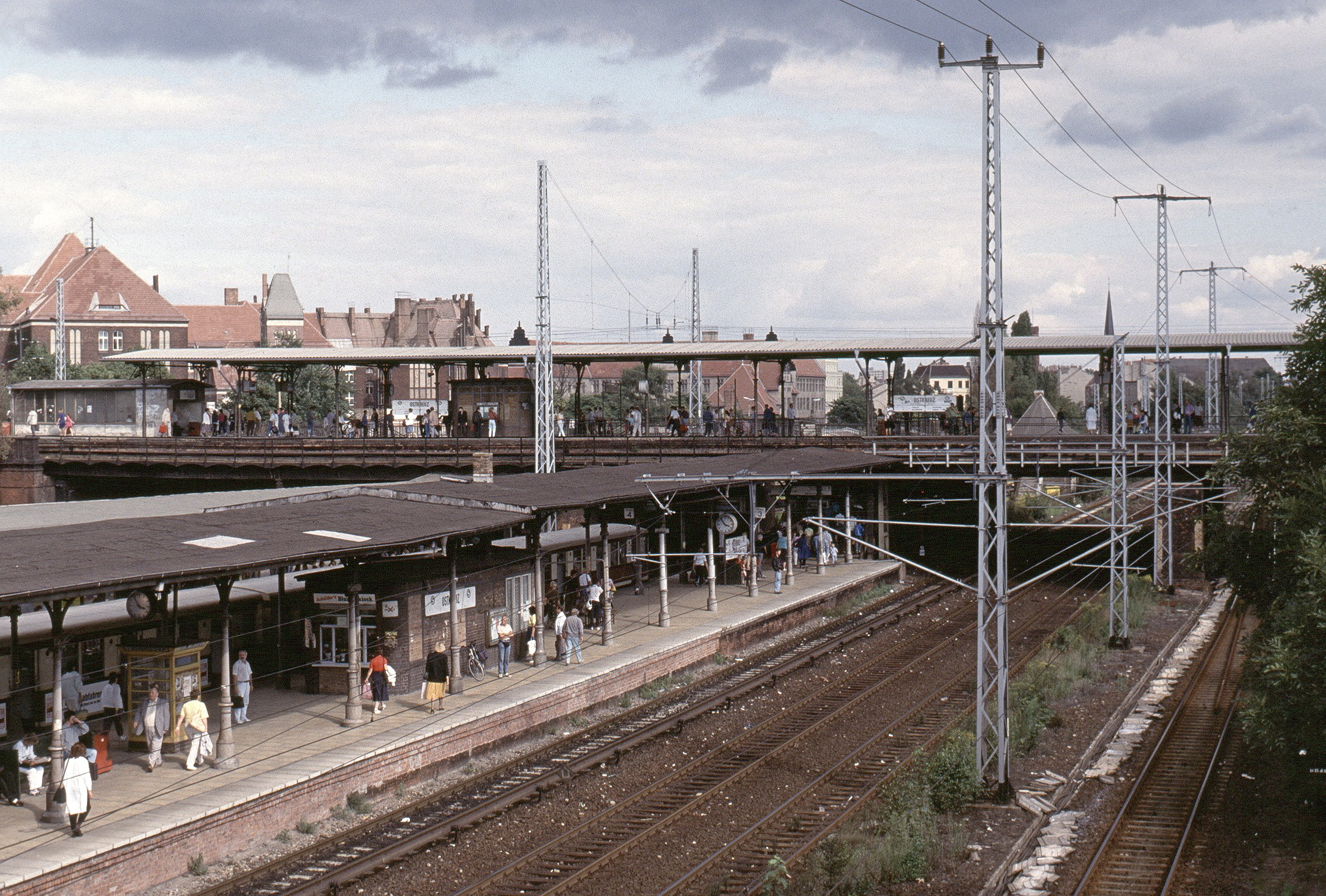
Ringbahnsteig F (oben) und Erkner-Bahnsteig E, 1991

Ein Eisenbahnkreuzungspunkt im Bereich des späteren Bahnhofs Ostkreuz entstand 1871 mit der Inbetriebnahme der Ringbahn, die hier die Gleise der seit 1842 verkehrenden Schlesischen Bahn und der seit 1867 verkehrenden Ostbahn überquert. Dazu ergänzten zwei Verbindungskurven von der Ringbahn (damals: Berliner Verbindungsbahn) zu den Gleisen Richtung Stadt die Bahnanlage. Zunächst dienten sie ausschließlich dem Güterverkehr, bis am 1. Januar 1872 der Personenverkehr vom neu errichteten Bahnhof Stralau über die Südringkurve zum Niederschlesisch-Märkischen Bahnhof (heute: Ostbahnhof) aufgenommen wurde.
Am Schnittpunkt der Bahnstrecken gab es damals noch keinen Bahnhof. Eine Umsteigestation entstand stattdessen südlich davon an der Einmündung der Verbindungskurve. Sie erhielt zunächst den Namen Niederschlesisch-Märkischer Anschluß und wurde im April 1872 in Stralau umbenannt. Hier gab es Anschlüsse zwischen den Personenzügen auf der Berliner Verbindungsbahn und Zubringerzügen von und zum Niederschlesisch-Märkischen Bahnhof.
Um 1880 herum wurden die Bahnanlagen in diesem Bereich komplett umgebaut. Während zuvor Ostbahn und Niederschlesisch-Märkische Bahn parallel geführt wurden und in separaten Bahnhöfen endeten, wurden mit dem Umbau beide Strecken östlich der Verbindungskurven zur Ringbahn zusammengeführt. Der Personenverkehr beider Strecken wurde in den Niederschlesisch-Märkischen Bahnhof (später nur noch Schlesischer Bahnhof genannt) geführt, der alte Ostbahnhof diente seitdem nur noch dem Güterverkehr. Zwei Verbindungsstrecken schlossen die neugebauten Rangierbahnhöfe in Lichtenberg-Friedrichsfelde und Rummelsburg an die Ringbahn an. Zuvor mussten die Güterzüge von den Strecken aus Richtung Osten zur Ringbahn umständlich im Niederschlesisch-Märkischen Bahnhof Kopf machen.
Im Zusammenhang mit der Hochlegung der Gleise im Niederschlesisch-Märkischen Bahnhof wurden auch die von dort nach Osten führenden Personengleise neu gebaut. Das südliche Gleispaar diente dem Verkehr zur Ostbahn und Niederschlesisch-Märkischen Bahn, die sich im Bereich des Schnittpunktes mit der Ringbahn verzweigten. Das nördliche Gleispaar entstand in etwas anderer Lage als die früheren Verbindungskurven. Es diente nur dem Vorortverkehr und stellte die Verbindung zur Ringbahn in nördliche und südliche Richtung dar. Der Bau der neuen Verbindungsrampen im Bereich des späteren Bahnhofs Ostkreuz ebenfalls in anderer Lage als die alten begann zusammen mit dem Umbau der Gleisanlagen im Niederschlesisch-Märkischen Bahnhof am 1. September 1879. Im Zusammenhang mit den Baumaßnahmen wurde der Personenverkehr zwischenzeitlich zum alten Ostbahnhof verlegt. Im Juli 1880 ging der Niederschlesisch-Märkische Bahnhof wieder für den Personenverkehr in Betrieb, es folgten weitere Baumaßnahmen im Zusammenhang mit der Anbindung an die Berliner Stadtbahn. Mit deren Inbetriebnahme am 7. Februar 1882 wurde auch der Bahnhof Stralau-Rummelsburg eröffnet.

### Der Bahnhof Stralau-Rummelsburg
Die Station wurde nach den angrenzenden Dörfern Stralau und Rummelsburg benannt. Die Haltestellen Stralau an der Ringbahn und Rummelsburg an der Niederschlesisch-Märkischen Bahn wurden mit der Eröffnung des neuen Bahnhofs geschlossen. Der Bahnhof war eine gemeinsame Personenzugstation der Ostbahn, der Niederschlesisch-Märkischen Bahn und der Ringbahn. Er besaß einen Bahnsteig (den späteren Bahnsteig A) zwischen den beiden Verbindungskurven, je einen Zwischenbahnsteig an den Verbindungskurven für die Gegenrichtung sowie einen Seiten- und Zwischenbahnsteig an den Gleisen der Niederschlesisch-Märkischen Bahn. An den Ostbahngleisen gab es keinen Bahnsteig, die Züge hielten an den Bahnsteigen der Niederschlesisch-Märkischen Bahn. Östlich des Bahnhofs bestand dafür ein Gleiswechsel, ein weiterer Gleiswechsel war an der heutigen Modersohnbrücke westlich des Bahnhofs. Einen Bahnsteig an den durchgehenden Ringbahngleisen gab es nicht, hier fand kein Personenverkehr statt. Die Vorortzüge der Ringbahn fuhren sowohl aus Richtung Norden als auch Richtung Süden kommend über die Verbindungskurven im Bahnhof Stralau-Rummelsburg auf die Stadtbahn, in Gegenrichtung umgekehrt. Außerdem war Stralau-Rummelsburg Endpunkt/Anfangspunkt weiterer Züge von der Stadtbahn und zurück.
Die späteren Bahnsteige B und C wurden 1896 an den Außenseiten der beiden Verbindungskurven eröffnet und ersetzten die vorhandenen Zwischenbahnsteige. Sie wurden im Zusammenhang mit erhöhten Verkehrsnachfrage während der Berliner Gewerbeausstellung 1896 in Treptow gebaut.

### Der erste große Umbau des Bahnhofs

Bahnanlagen um Stralau-Rummelsburg nach dem Umbau um 1900; Planungsstand 1896

Anfang des 20. Jahrhunderts wurden der Bahnhof und die östlich anschließenden Bahnanlagen umgebaut. Anlass war, dass die niveaugleiche Verzweigung von Ostbahn und Schlesischer Bahn am Bahnhof ein Hindernis für den wachsenden Verkehr war. Östlich des Bahnhofs wurden die Gleise für den Fern- von denen für den Vorortverkehr getrennt und auf beiden Strecken in Hochlage verlegt. Die Ostbahn erhielt zwei Vorortgleise und ein nördlich davon verlaufendes Gütergleis, der Fernverkehr der Ostbahn wurde über die VnK-Strecke zur Schlesischen Bahn geführt. Auf der Schlesischen Bahn wurden die Vorort- von den Ferngleisen getrennt. Im Bahnhof Stralau-Rummelsburg wurden die Vorortgleise der Stadtbahn mit denen von Ostbahn und Schlesischer Bahn verbunden. Die zugehörigen Bahnsteige wurden am 1. Oktober 1903 (Ostbahn, Bahnsteig D) bzw. 18. April 1903 (Schlesische Bahn, Bahnsteig E) in Betrieb genommen. Der neue Bahnsteig F an der Ringbahn im oberen Bahnhofsteil ging am 1. Mai 1903 in Betrieb. In diesem Zusammenhang erhielt der Bahnhof auch ein neues Empfangsgebäude auf der Westseite des Bahnsteigs D am Zugang zu den oberen Bahnsteigen A, B und C. Seit dem Umbau verkehren direkte Vorortzüge auch von der Ostbahn und der Schlesischen Bahn auf die Vorortgleise der Stadtbahn, ebenso fahren seitdem Vorortzüge auf der Ringbahn über den oberen Bahnsteig des Bahnhofs.
Mit dem Umbau Anfang des 20. Jahrhunderts erhielt der Bahnhof im Kern die Gestalt, in der er über 100 Jahre bekannt war. Einige Umbaumaßnahmen fanden ab 1923 nach Entwürfen von Richard Brademann statt. Eine Fußgängerbrücke über die Bahnsteige D und E mit Abgängen zur Hauptstraße und zur Sonntagstraße wurde gebaut, an den Enden entstanden zwei Gebäude zur Fahrkartenausgabe.
In den Jahren 1928 und 1929 wurde schrittweise auf allen Vorortstrecken der elektrische Betrieb aufgenommen, aus diesem ging im Folgejahr die Berliner S-Bahn hervor. Am Markgrafendamm südlich des Bahnhofs wurde ein Gleichrichterwerk gebaut. Die Bahnsteige wurden auf 96 Zentimeter erhöht.

### Bahnhof Ostkreuz nach 1933

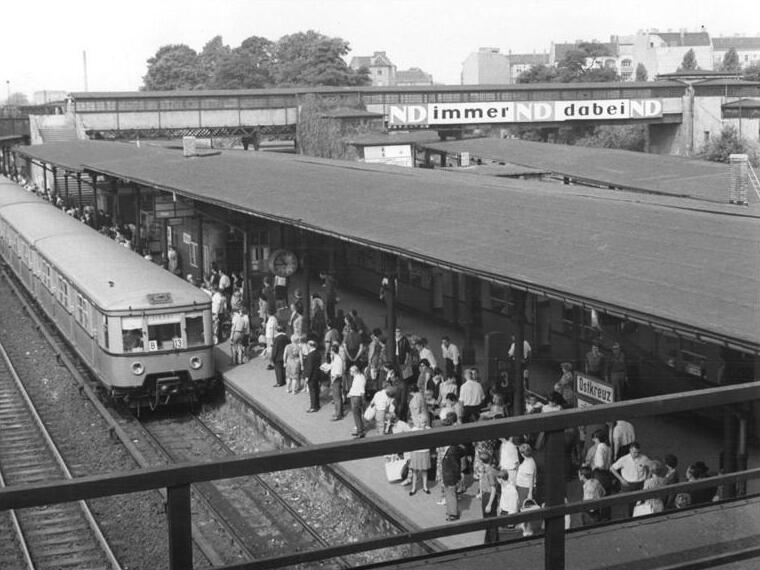
Fahrgastandrang am Bahnsteig E, 1967

Am 15. März 1933 wurde der Bahnhof in Ostkreuz umbenannt, korrespondierend zum ein Jahr vorher umbenannten Bahnhof Westkreuz. Nach den Planungen in der Zeit des Nationalsozialismus zum Umbau Berlins zur „Welthauptstadt Germania“ sollte im Bereich des Bahnhofs Ostkreuz ein großer Fernbahnhof, der Ostbahnhof, entstehen. Geplant waren neun Fernbahnsteige östlich der Ringbahn. Für den S-Bahn-Verkehr waren im unteren Teil drei statt bisher zwei Bahnsteige vorgesehen, ein weiterer neuer S-Bahnsteig war als Ersatz für den Keilbahnsteig A an der Verbindungskurve von der Stadt- zur südlichen Ringbahn geplant.
Im Zweiten Weltkrieg wurden die Anlagen durch alliierte Luftangriffe stark beschädigt. Ab Juni 1945 wurde der Zugbetrieb schrittweise wieder aufgenommen. Die beiden S-Bahn-Gleise der Schlesischen Bahn waren im Rahmen der Demontage nach dem Ende des Zweiten Weltkriegs zunächst entfernt worden, sodass die Züge bis zum (zunächst eingleisigen) Wiederaufbau im Januar 1948 an provisorischen Bahnsteigen an den Fernbahngleisen halten mussten. Die Südringkurve ging – wahrscheinlich infolge schwerer Bombentreffer – ab Februar/März 1945 außer Betrieb und war erst ab August 1946 wieder befahrbar.
Mit der Teilung Berlins wuchs die verkehrstechnische Bedeutung des Bahnhofs weiter an, da spätestens mit dem Bau der Berliner Mauer eine Reihe von durchgehenden Verbindungen durch die Stadt nicht mehr erreichbar waren. Außerdem entstanden vor allem in den 1970er und 1980er neue Großwohngebiete im Osten der Stadt, die über die S-Bahn erschlossen wurden.
Die Außenbahnsteige der Nord- und Südringkurve wurden 1966 bzw. 1970 wegen baulicher Mängel geschlossen und später abgetragen. Die Einstellung des planmäßigen Personenverkehrs über die Nordringkurve erfolgte 1994. Bis Mai 2006 wurde das nördliche Gleis noch für gelegentliche Überführungs- und Sonderfahrten genutzt. Danach wurden die Gleisanlagen entfernt und später auch der Bahndamm abgetragen.

## Umbau des Bahnhofs ab 2006

### Vorgeschichte

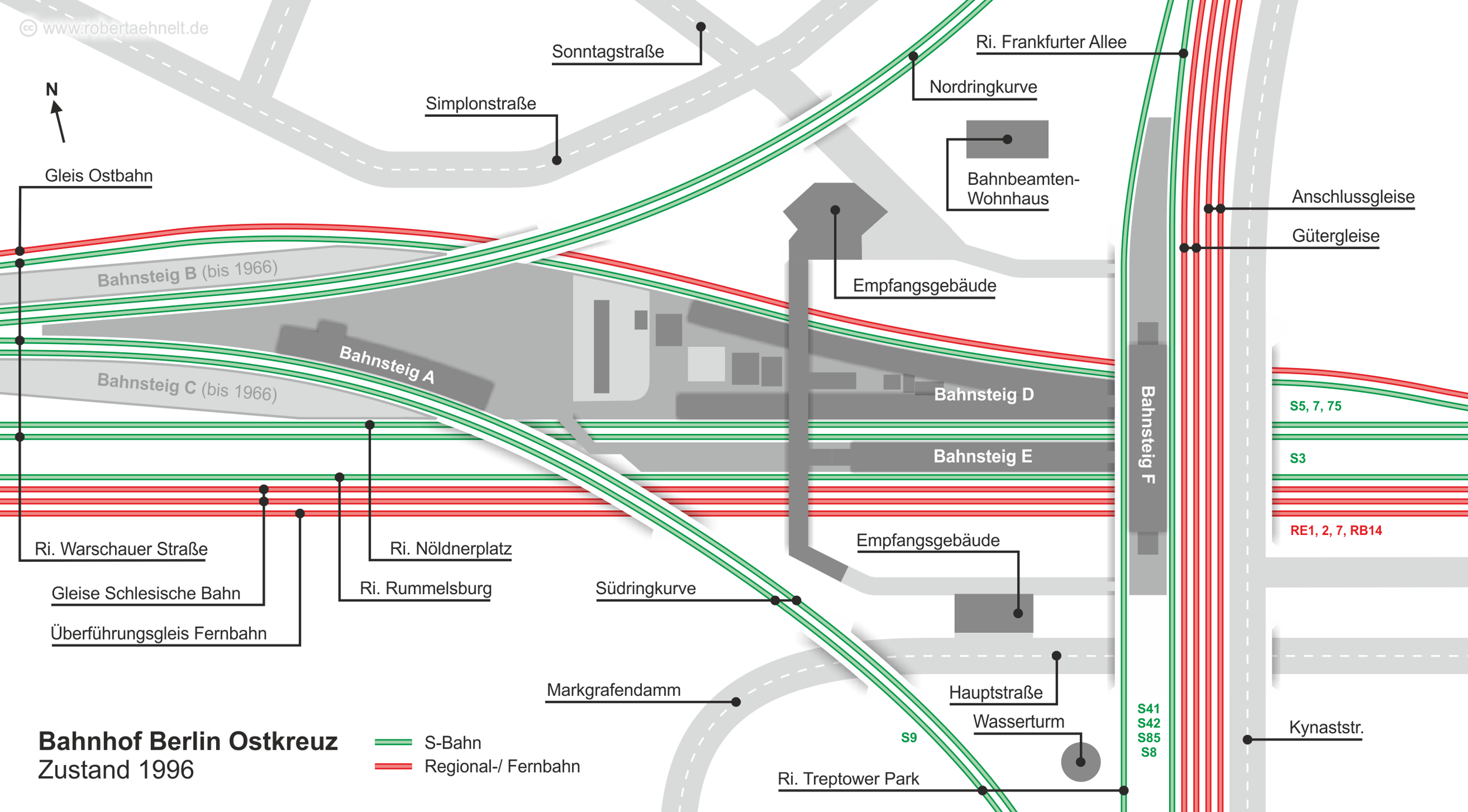
Anlagen vor Beginn des Umbaus

Der Bahnhof war seit Jahrzehnten stark sanierungsbedürftig und genügte unter anderem aufgrund der beengten Treppen nicht den Anforderungen im Berufsverkehr. Schon seit langem gab es Überlegungen zum Umbau, um den wichtigen Umsteigebahnhof besser nutzbar zu machen. Mitte der 1950er Jahre beteiligte die Berliner Zeitung ihre Leser an einer Umfrage zur Verbesserung der baulichen Situation. Als Resultat gab die Deutsche Reichsbahn Anfang 1956 bekannt, dass die Treppen vom Ringbahnsteig zum unteren Bahnsteig D um einen Meter verbreitert werden sollten. Für weitergehende Maßnahmen über diese „kleine Lösung“ hinaus wäre jedoch praktisch ein völliger Umbau des Bahnhofs nötig. Größere Umbaupläne gab es weiterhin. 1957 wurde überlegt, zur Verkehrsentlastung einen zweiten Ringbahnsteig westlich des bestehenden zu errichten. Im Jahr 1959 wurde bekanntgegeben, dass 1962 oder 1963 die Rekonstruktion des Bahnhofs beginnen sollte. Dabei sollte ein sechs Meter breiter Tunnel unter den unteren Bahnsteigen mit breiten Treppen zu ihnen beide Zugangsgebäude des Bahnhofs miteinander verbinden. Auch der Bau von Rolltreppen war vorgesehen. Man rechnete mit Kosten von 7,5 Millionen Mark. 1986 kündigte Erich Honecker den Beginn der „komplexen Rekonstruktion“ des S-Bahn-Knotenpunktes Ostkreuz für den Zeitraum bis 1990 an.
Letztlich scheute die Reichsbahn die Komplexität und die hohen Kosten. Der Bahnhof blieb jahrzehntelang ohne wesentliche Veränderungen und wurde ironisch als „Rostkreuz“ bezeichnet.

### Planung

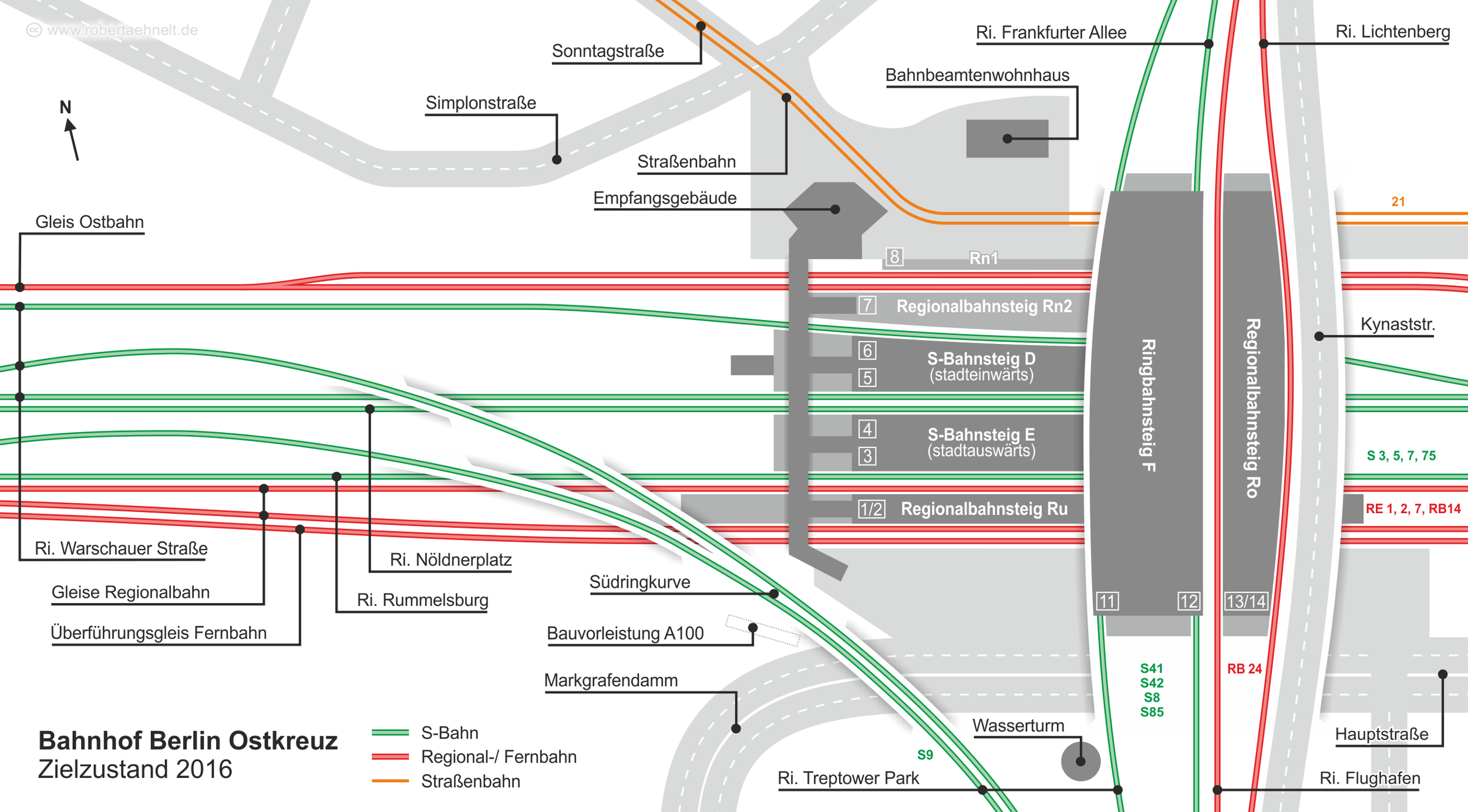
Geplante Anlagen nach Abschluss des Umbaus 2018

Konkrete Planungen zum Umbau des Bahnhofs Ostkreuz wurden nach der deutschen Wiedervereinigung im Zuge des Gesamtvorhabens „Ausbau Eisenbahnknoten Berlin“ aufgenommen. Dieses Vorhaben wurde im Bedarfsplan für die Bundesschienenwege als „vordringlicher Bedarf“ ausgewiesen mit dem Ziel, die Leistungsfähigkeit der Netze der Fern-, Regional- und S-Bahn in Berlin zu erhöhen und den innerstädtischen Nahverkehr deutlich zu verbessern.
Am 30. Oktober 2006 erteilte das Eisenbahn-Bundesamt den Planfeststellungsbeschluss für den ersten Abschnitt des Projektes. Am 19. September 2012 wurde die Baugenehmigung für den zweiten Planfeststellungsabschnitt erteilt. Dieser umfasst im Wesentlichen die Eisenbahnanlagen entlang der Hauptstraße bis zur Schlichtallee einschließlich der südlichen Überführung über die Karlshorster Straße.
Die umgebauten Bahnanlagen gingen im Dezember 2018 komplett in Betrieb.
Verkehrsplaner rechnen nach dem Umbau der Station mit über 123.000 Nutzern pro Tag.
Darüber hinaus gibt es Ideen seitens der Berliner Verkehrsbetriebe, die U-Bahn-Linie U1 bis zum Bahnhof Ostkreuz zu verlängern. Die U1 würde damit große Teile von Kreuzberg an den östlichen S-Bahn-Ring anschließen. Das Projekt könnte frühestens nach 2020 verwirklicht werden.

### Das Bauprojekt

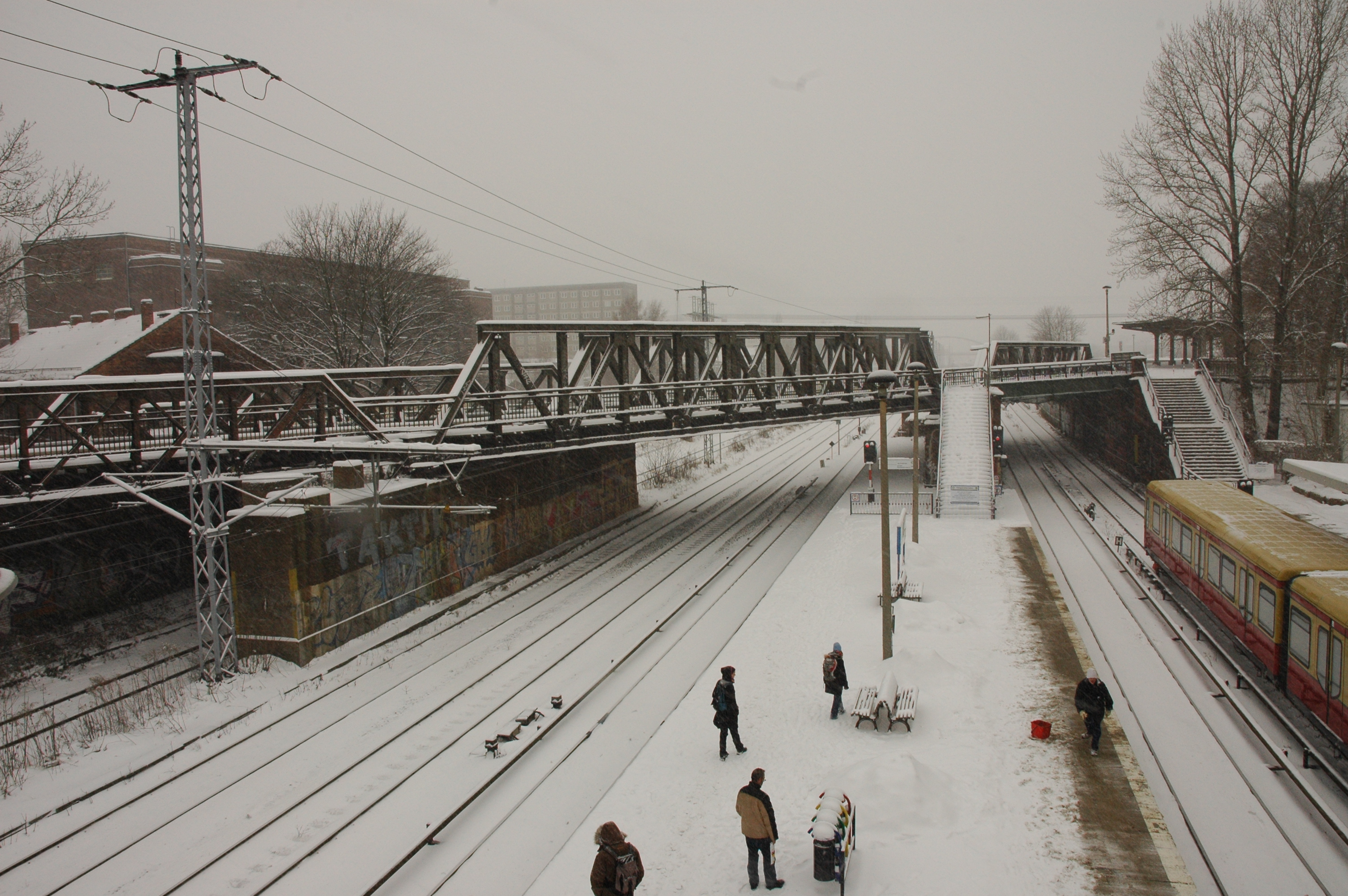
Brücken der alten Südringkurve vor dem Abriss, 2005

Das Projekt umfasst neben dem eigentlichen Bahnhof Ostkreuz auch die Gleisanlagen in West-Ost-Richtung zwischen Ostbahnhof und Nöldnerplatz bzw. Rummelsburg einschließlich des Umbaus des Bahnhofs Warschauer Straße sowie in Nord-Süd-Richtung die Gleisanlagen bis zum Bahnhof Treptower Park.
Der Umbau kommt einem Neubau gleich, der bei laufendem Zugbetrieb durchgeführt wird und daher über zehn Jahre in Anspruch nahm. Alle wesentlichen Anlagen des Bahnhofs, wie Bahnsteige, Treppen, Brücken und Gleisanlagen wurden grunderneuert oder neu errichtet. Unter anderem wurden dabei 12 Aufzüge und 17 Rolltreppen installiert und neue Zugänge aus allen vier umliegenden Stadtquartieren hergestellt. Wegen Auflagen des Denkmalschutzes mussten dabei Kompromisse zum Erhalt der historischen Bausubstanz eingegangen werden.
Die Anlagen des neuen Bahnhofs unterscheiden sich in vielerlei Hinsicht von denen des alten:
- Vor dem Umbau hielten die S-Bahn-Züge der Linien von und nach Erkner bzw. die über Lichtenberg an getrennten Bahnsteigen. Beide Strecken vereinigten sich erst östlich des Ostbahnhofs. Seit dem Umbau werden die beiden unteren Bahnsteige im Richtungsverkehr betrieben. Am nördlichen Bahnsteig halten die Züge in Richtung Innenstadt, am südlichen in Gegenrichtung. Das Gleis aus Richtung Erkner überquert das Gleis nach Lichtenberg auf einem Brückenbauwerk östlich der Bahnsteige.
- Die unteren S-Bahnsteige wurden nach Osten unter den Ringbahnsteig verschoben.
- Der Ringbahnsteig wurde ungefähr in alter Lage neu gebaut, allerdings deutlich breiter, und bekam eine Bahnsteighalle.
- An der Verbindungskurve von der südlichen Ringbahn zur Stadtbahn gibt es keinen Bahnsteig mehr.
- An der Schlesischen Bahn (südlich der S-Bahn) entstand ein Regionalbahnsteig für die Züge in Ost-West-Richtung.
- Ebenfalls wurden zwei Regionalbahnsteige an den Gleisen der Ostbahn (nördlich der S-Bahn) gebaut.
- Ein weiterer Regionalbahnsteig entstand im oberen Teil des Bahnhofs an der Ringbahn.
- Für die geplante Verlängerung der Bundesautobahn 100 (Berliner Stadtring, 17. Bauabschnitt) wurde die Vorhaltung für ein Tunnelstück unter den Gleisen der Stadtbahnebene errichtet. Diese ist 130 m lang und besteht aus einer 3000 m² großen Stahlbetondecke, die auf 20–30 m tiefen Schlitzwänden ruht. Der eigentliche Autobahntunnel kann später ohne erneute Beeinträchtigung des Bahnverkehrs im Schutz der Vorhaltung errichtet werden.[26]
- Die Straßenbahn, die jetzt durch die Boxhagener Straße fährt, soll zukünftig direkt den Bahnhof Ostkreuz erreichen und im nördlichen Bereich unter dem Bahnsteig der Ringbahn halten.[24] Ziel ist eine Verkürzung der Umsteigezeiten und eine direkte Heranführung des Zubringerverkehrs aus den umliegenden Wohngebieten.

### Bauablauf

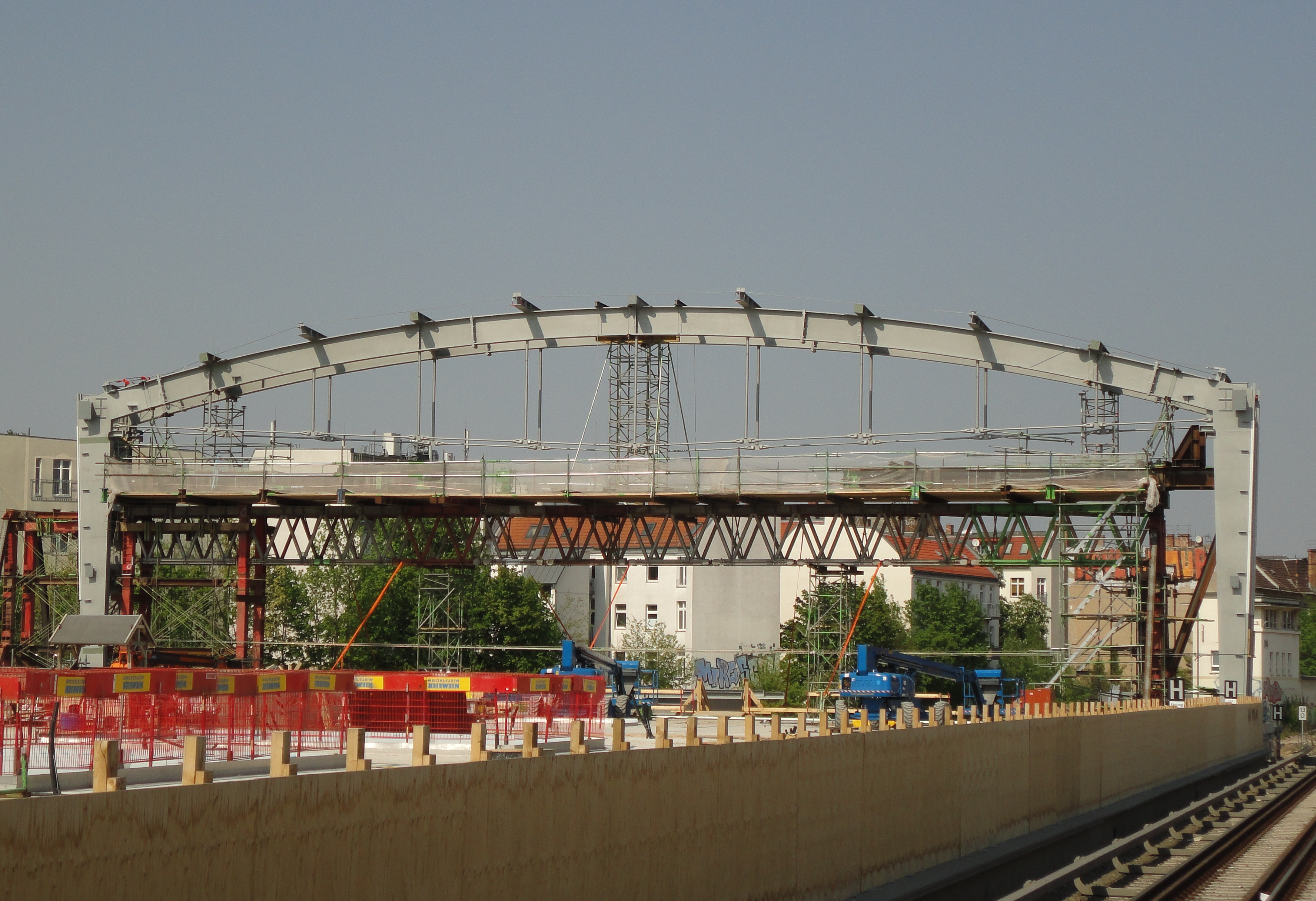
Neubau der Ringbahnhalle, April 2011

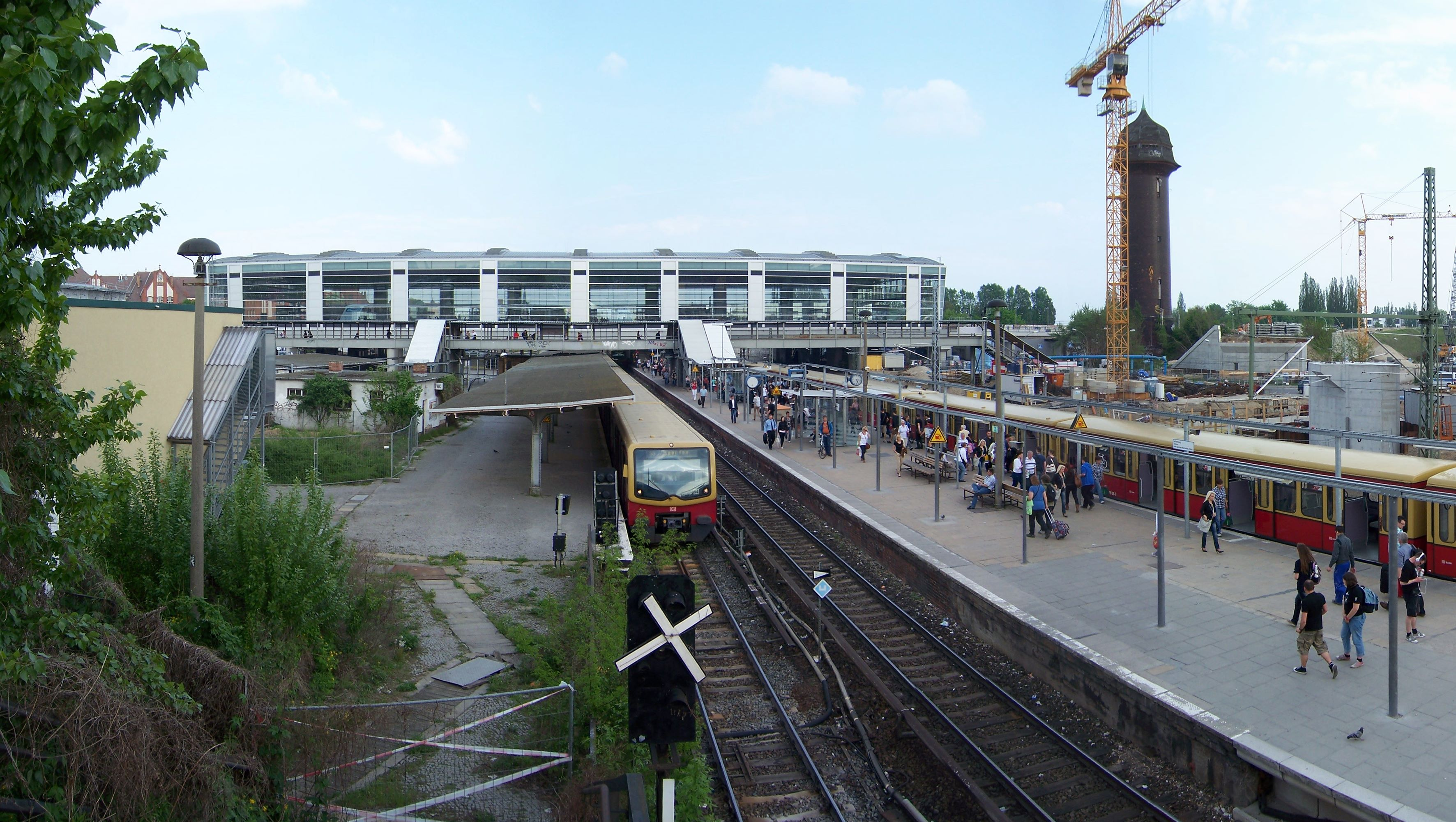
Bahnsteig D (links) am letzten Betriebstag, 8. Mai 2013

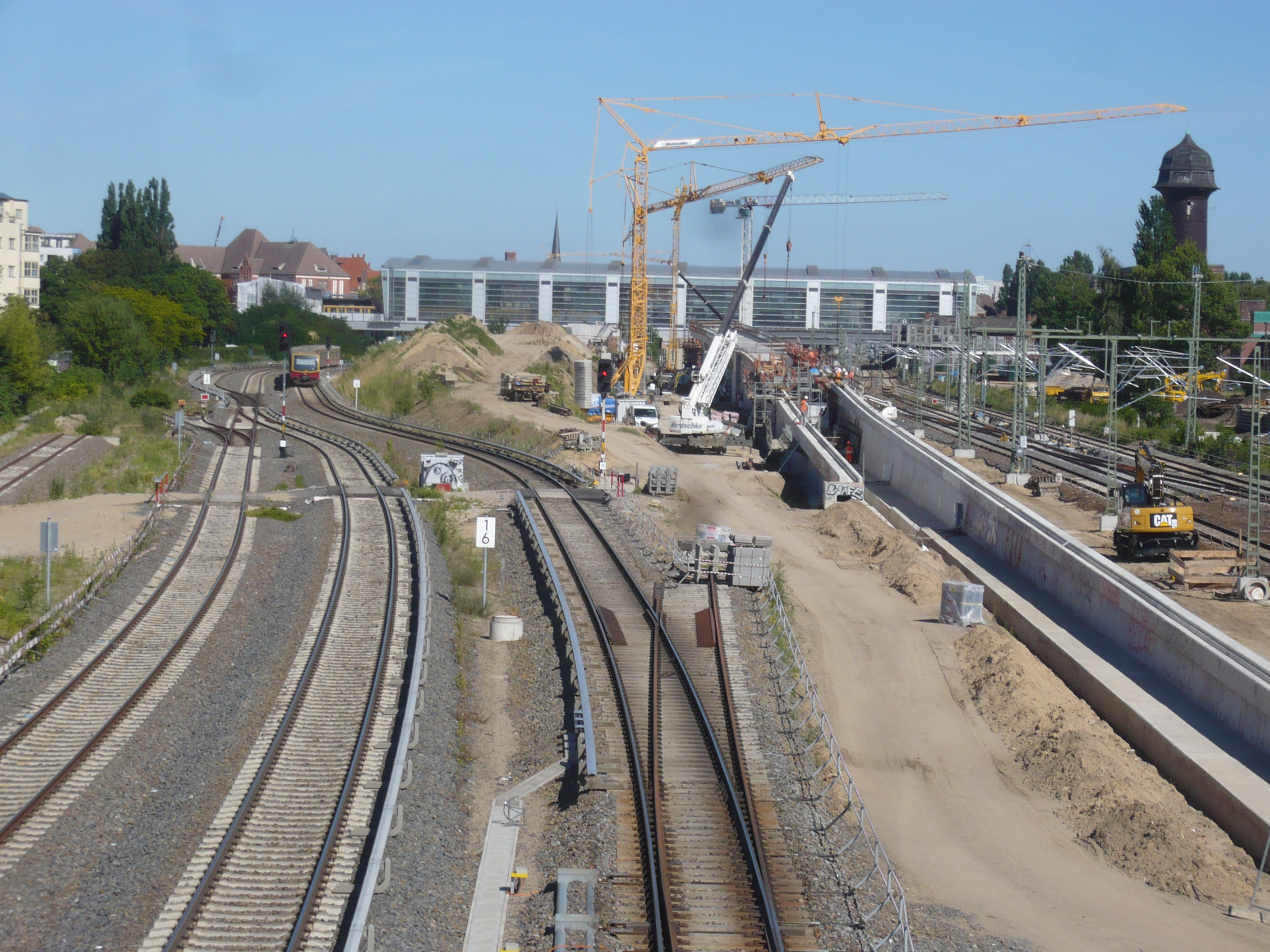
Baustelle Südringkurve, Juli 2015

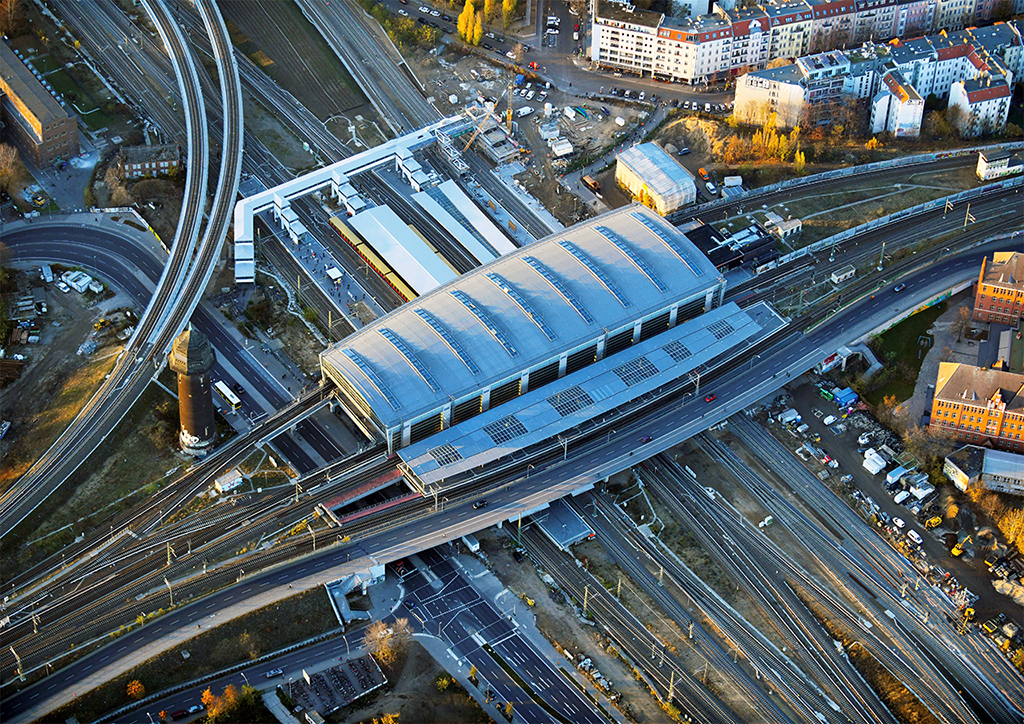
Zustand im November 2018

Im Frühjahr und Sommer 2006 fanden bauvorbereitende Maßnahmen statt, so wurden alte Baracken abgerissen sowie Vegetation entfernt. Der symbolische erste Spatenstich war für den 16. Januar 2007 geplant, wurde jedoch wegen Terminschwierigkeiten verschoben. Begonnen wurden die Bauarbeiten mit dem Neubau der Brücke, auf der die Kynaststraße östlich des Bahnhofs über die Gleise führt. Im Februar 2008 ging eine provisorische Fußgängerbrücke in Betrieb, die die Zugänge zum Bahnhof mit den Bahnsteigen D und E verbindet. Sie ersetzt die denkmalgeschützte alte Brücke, die nach Abriss wegen der Bauarbeiten nach Fertigstellung des Bahnhofs originalgetreu wieder aufgebaut werden soll.
Im Zuge des Umbaus des Bahnhofs Ostkreuz in der Neuzeit ging der Bahnsteig A am 28. August 2009 außer Betrieb, später erfolgte der Abriss der alten Südkurve. Am 31. August 2009 ging der alte Ringbahnsteig F teilweise, am 11. September vollständig außer Betrieb. Die Gleise der Ringbahn wurden an den provisorischen Regionalbahnsteig verschwenkt. Die Bahnhofshalle an den S-Bahn-Gleisen der Ringbahn wurde Ende 2011 im Rohbau fertiggestellt und am 16. April 2012 in Betrieb genommen. Der Regionalverkehr auf dem Ring wurde nach einjähriger Bauverzögerung im Dezember 2015 aufgenommen.
Am neuen unteren Regionalbahnsteig an der Schlesischen Bahn halten alle über die Stadtbahn verkehrenden Regionalzüge. Der obere Regionalbahnsteig sollte ursprünglich 2014 in Betrieb gehen. Nach Verzögerungen beim Bau wurde er am 13. Dezember 2015 in Betrieb genommen.
Im Mai 2013 wurde der neu errichtete Bahnsteig Rn1 in Betrieb genommen. An diesem hielten bauzeitlich bis 2017 die stadteinwärts fahrenden S-Bahn-Züge. Seit Dezember 2018 dient dieser als Regionalbahnsteig für die Züge auf der Ostbahn. Der Bahnsteig D ging zeitgleich außer Betrieb und wurde anschließend neu errichtet.
Der Regionalbahnsteig Ru auf der Stadtbahnebene ging am 30. Juni 2014 in Betrieb und wurde zunächst während der Bauarbeiten am S-Bahnsteig E von der S-Bahn-Linie S3 genutzt.
Am 7. Oktober 2014 folgte die Inbetriebnahme des neuen Bahnsteigs D. Hier hielten zunächst die Richtung Lichtenberg verkehrenden S-Bahn-Züge an der nördlichen Bahnsteigkante. Auf dem Bahnsteig erinnern ein rekonstruiertes denkmalgeschütztes Aufsichtsgebäude sowie zwei historische Dachstützen am westlichen Bahnsteigende an das alte Ostkreuz. In diesem Zuge ging der Bahnsteig E außer Betrieb und wurde anschließend neu errichtet.
Im Sommer 2016 begann der Wiederaufbau der historischen Fußgängerbrücke, die die unteren Bahnsteige an ihrem westlichen Ende überspannt. Weiterhin wurde der Damm der Nordringkurve inkl. der Brücke über den Zugang Sonntagstraße abgebrochen.
Im August 2016 ging am damaligen Gleis Richtung Lichtenberg (Bahnsteig D) die Zugabfertigung durch den Triebfahrzeugführer mittels Führerraum-Monitor (ZAT-FM) in Betrieb.
Wesentliche Teile des Umbau-Projekts konnten bis Ende 2017 fertiggestellt werden. So fährt mit Inbetriebnahme des erneuerten Bahnsteigs E am 21. August 2017 die S-Bahn-Linie S3 – nun im Richtungsbetrieb – wieder bis in die Innenstadt durch, wobei anfangs erhebliche betriebliche Probleme zu beklagen waren. Ein neues Elektronisches Stellwerk steuert seit August 2017 die S-Bahn-Gleise der Stadtbahnebene zwischen Ostbahnhof und Rummelsburg bzw. Nöldnerplatz, die Strecken wurden mit dem neuen Zugbeeinflussungssystem S-Bahn Berlin (ZBS) ausgerüstet.
Die Montage der aus 22 Einzelteilen bestehenden Stahlbrücken der Südringkurve im Taktschiebeverfahren begann Anfang 2015, insgesamt 21,4 Millionen Euro wurden in den Neubau der Südringkurve investiert. Seit dem 10. Dezember 2017 verkehrt die Linie S9 wieder über die neu errichtete Kurve, jedoch ohne Halt am Bahnhof Ostkreuz vorbei. Gleichzeitig ging auch der Bahnsteig Ru als Regionalhalt für die Linien RE1, RE2, RE7 und RB14 in Betrieb und in diesem Zusammenhang der Regionalbahnhof Berlin-Karlshorst außer Betrieb.
Die viergleisige Infrastruktur der S-Bahn zwischen Ostbahnhof und Ostkreuz ging am 6. Dezember 2018 in Betrieb, sie wird – ebenso wie die vier S-Bahnsteig-Kanten – seit dem 9. Dezember regulär und im Richtungsbetrieb genutzt.
Die Einweihung der Fußgängerbrücke und der Bahnsteige Rn1 und Rn2 an der Ostbahn fand ebenfalls am 9. Dezember 2018 statt. Seitdem beginnen und enden Züge der Linien RB12, RB25 und RB26 an diesen Bahnsteigen.
Der Wiederaufbau des historischen Empfangsgebäudes am nördlichen Ende der Fußgängerbrücke und die Gestaltung der Vorplätze hatten zu diesem Zeitpunkt noch nicht begonnen. Inzwischen wird ein Baubeginn der nördlichen Vorplätze im Jahr 2023 angestrebt. Auch ein Fahrrad-Parkhaus soll am Ostkreuz errichtet werden.
Die Inbetriebnahme der Neubaustrecke der Straßenbahn war ursprünglich für 2016 geplant. Im Herbst 2015 wurde das Jahr 2019 als Eröffnungstermin der Straßenbahnstrecke genannt. Das Projekt ist bei einem Teil der Anwohner umstritten, sodass es bei Auslegung zur Planfeststellung im Januar 2018 zu über tausend Einwendungen kam. Entsprechend verzögert sich der Bau.

### Kosten
Im Jahr 1998 lagen die geplanten Kosten bei 726 Millionen Mark.
Bis 2010 sollten laut Mittelfrist-Planung der Deutschen Bahn (Stand: April 2007) 62,6 Millionen Euro in das Projekt investiert werden. Im Investitionsrahmenplan bis 2010 für die Verkehrsinfrastruktur des Bundes waren Investitionen in Höhe von 143,1 Millionen Euro für das Projekt vorgesehen (Kostenstand: 2006). Bis 2005 wurden davon insgesamt 9,6 Millionen Euro aufgewendet. Zwischen 2006 und 2010 sollten Bundesmittel in Höhe von 75,2 Millionen Euro investiert werden. Über diesen Zeitraum hinaus bestand ein Finanzierungsbedarf in Höhe von 58,4 Millionen Euro (Bundesmittel ab 2011, Eigenmittel DB AG und Beiträge Dritter ab 2006).
Im Jahr 2006 wurden 411 Millionen Euro angegeben. Auch 2013 liegen die geplanten Kosten des Gesamtprojekts (inkl. Umbau Bahnhof Warschauer Straße) bei 411 Millionen Euro, wobei für nachträglich angeordnete Arbeiten am Ostbahnhof weitere sechs Millionen Euro hinzukommen.
Die Überdachung des oberen Regionalbahnsteigs wird vom Senat mit 1,5 Millionen Euro aus Mitteln finanziert, die aufgrund der Betriebseinschränkungen der Berliner S-Bahn zurückgehalten wurden.
Die Vorleistungen für die Verlängerung der A 100 finanziert der Bund mit 16 Millionen Euro.

### Bürgerbeteiligung
Der Umbau des Bahnhofs Ostkreuz wird von den Initiativen rund um das Ostkreuz kritisch begleitet. Das Netzwerk aus mehr als 15 Bürgerinitiativen hat sich im Januar 2010 gebildet, um die Interessen der Anwohner zu vertreten und Impulse zum Umbau und der Entwicklung des Bahnhofsumfeldes zu geben. Sie fordern u. a. eine bessere Überquerbarkeit des Bahnhofs für Fahrrad- und Rollstuhlfahrer sowie Fußgänger mit Kinderwagen, Lärmschutz für die Anwohner während und nach dem Umbau sowie Mitsprache bei der Gestaltung der Bahnhofsvorplätze.

### Kritik
Die Ausgestaltung des umgebauten Bahnhofs wird – u. a. vom Berliner Fahrgastverband IGEB – in verschiedener Hinsicht kritisiert. So wird bemängelt, dass der Bahnsteig in der Ringbahnhalle trotz erheblich größerem Zuschnitt die Fahrgastströme nicht ausreichend aufnehmen kann. Ursächlich hierfür sei z. B. die überproportionale Belegung des Bahnsteigs mit Verkaufspavillons, Werbetafeln und weiteren Bahnsteigmöblierungen. Dagegen fehlen ein ausreichend einsehbares Wegeleitsystem sowie öffentliche Toilettenanlagen. Auch bilden sich regelmäßig Schlangen vor den beiden Fahrscheinautomaten in der Ringbahnhalle. Weiterhin wird die mangelhafte Sauberkeit der Bahnhofsanlagen regelmäßig kritisiert.
Zudem verzichtete die Deutsche Bahn auf den Einbau einiger der ursprünglich vorgesehenen Rolltreppen sowie auf den Aufbau eines langen Daches am unteren Regionalbahnsteig, um Kosten zu sparen. Anstelle der am oberen Regionalbahnsteig zunächst geplanten Halle entstand lediglich eine einfache Überdachung, die vom Berliner Senat finanziert werden musste. Weitere Einschränkungen – insbesondere für mobilitätseingeschränkte Fahrgäste – ergaben sich durch den teils monatelangen Ausfall der neu installierten Aufzugsanlagen.
Auch auf den unteren S-Bahnsteigen wird die Platzierung von „gesichtslosen Glaskisten zu Verkaufszwecken“ bemängelt, da hierdurch der Raumeindruck zerstört wird und die Bahnsteigbreiten trotz des hohen Reisendenaufkommens bis zur zulässigen Grenze eingeschränkt werden. Stattdessen wurde das eigentlich zur Erhaltung vorgesehene historische Stellwerksgebäude OKO am östlichen Ende des Bahnsteigs E abgerissen, statt es einer neuen Nutzung zuzuführen.

## Anlagen

### Strecken und Betriebsstellen
Die folgende Tabelle gibt einen Überblick über die Strecken im Bereich von Berlin Ostkreuz und die an ihnen liegenden Betriebsstellen (Bahnhöfe und Bahnhofsteile). Angegeben sind jeweils die Streckennummer im Verzeichnis örtlich zulässiger Geschwindigkeiten (VzG), die Strecke, der Typ (Fernbahn oder S-Bahn) sowie die Betriebsstellen im Zustand Anfang der 2000er Jahre vor dem Umbau des Bahnhofs sowie nach dessen Beendigung. Angegeben sind dabei jeweils das Kürzel im Betriebsstellenverzeichnis, der Name und die Art (Bahnhof oder Bahnhofsteil) der Betriebstelle.
| Strecken                                                         | Strecken                    | Strecken | Betriebsstellen vor Umbau | Betriebsstellen vor Umbau | Betriebsstellen vor Umbau | Betriebsstellen nach Umbau | Betriebsstellen nach Umbau   | Betriebsstellen nach Umbau | Bemerkungen |
| VzG-Nr.                                                          | Strecke                     | Typ      | Kürzel                    | Name                      | Art                       | Kürzel                     | Name                         | Art                        | Bemerkungen |
| ---------------------------------------------------------------- | --------------------------- | -------- | ------------------------- | ------------------------- | ------------------------- | -------------------------- | ---------------------------- | -------------------------- | --- |
| untere Ebene von Nord nach Süd                                   |                             |          |                           |                           |                           |                            |                              |                            | |
| 6078                                                             | Ostbahn                     | F        | keine                     | keine                     | keine                     | BOKO                       | Berlin Ostkreuz (Ostbahn)    | Bf                         | Güter- und Überführungsgleis, ab 2018 Regionalverkehr mit Bf; Gleise nicht elektrifiziert                                                                        |
| 6006                                                             | Ostbahn                     | S        | BOK D                     | Berlin Ostkreuz Bstg D    | Bft                       | BOKS                       | Berlin Ostkreuz (S-Bahn)     | Bf                         | ab 2017 Trennung der S-Bahn-Strecken nach Lichtenberg und Erkner erst im Ostkreuz                                                                                |
| 6004                                                             | Schlesische Bahn            | S        | BOK E                     | Berlin Ostkreuz Bstg E    | Bft                       | BOKS                       | Berlin Ostkreuz (S-Bahn)     | Bf                         | ab 2017 Trennung der S-Bahn-Strecken nach Lichtenberg und Erkner erst im Ostkreuz                                                                                |
| 6153                                                             | Schlesische Bahn            | F        | keine                     | keine                     | keine                     | BOKR                       | Ostkreuz (Stadtbahn-F)       | Bft                        | ab 2017 Regionalverkehr |
| 6152                                                             | Schlesische Bahn            | F        | keine                     | keine                     | keine                     | keine                      | keine                        | keine                      | drittes Gleis bis Rummelsburg |
| obere Ebene Ostseite (Ringbahn)                                  |                             |          |                           |                           |                           |                            |                              |                            | |
| 6020                                                             | Berliner Ringbahn           | S        | BOK F                     | Berlin Ostkreuz Bstg F    | Bft                       | BOK                        | Berlin Ostkreuz (Ringbahn-S) | Bf                         | |
| 6170                                                             | Berliner Ringbahn           | F        | BOKN                      | Ostkreuz Nord             | Bf                        | BOKN                       | Ostkreuz (Ringbahn-F)        | Bf                         | vor dem Umbau Bahnhof nördlich der Bahnsteige am Abzweig der Strecke nach Lichtenberg, nach dem Umbau einschließlich des Regionalbahnhofs, alte Abkürzung bleibt |
| 6139                                                             | Verbindung nach Lichtenberg | F        | BOKN                      | Ostkreuz Nord             | Bf                        | BOKN                       | Ostkreuz (Ringbahn-F)        | Bf                         | vor dem Umbau Bahnhof nördlich der Bahnsteige am Abzweig der Strecke nach Lichtenberg, nach dem Umbau einschließlich des Regionalbahnhofs, alte Abkürzung bleibt |
| obere Ebene Westseite (Verbindungsstrecken Stadtbahn – Ringbahn) |                             |          |                           |                           |                           |                            |                              |                            | |
| 6003                                                             | Nordringkurve               | S        | BOK A                     | Berlin Ostkreuz Bstg A    | Bft                       | keine                      | keine                        | keine                      | 2006 stillgelegt, später abgetragen |
| 6007                                                             | Südringkurve                | S        | BOK A                     | Berlin Ostkreuz Bstg A    | Bft                       | keine                      | keine                        | keine                      | Kurve ging 2009 außer Betrieb, wurde abgebrochen und neu errichtet, Wiederinbetriebnahme im Dezember 2017                                                        |

Vor dem Umbau waren die S-Bahn-Stationen der Stadt- und Ringbahn Bahnhofsteile des Bahnhofs Berlin Ostkreuz (BOK). Der S-Bahn-Halt (BOK A) an den Verbindungskurven war Bahnhofsteil des Bahnhofs Warschauer Straße. Nach dem Umbau sind die S-Bahn-Stationen der Stadt- und Ringbahn jeweils eigenständige Bahnhöfe geworden, wobei die alte Abkürzung BOK vom Bahnhof der Ringbahn übernommen wurde.
Die Bahnanlagen der Fernbahn im Bereich der Ringbahn wurden betrieblich bis in die 1990er Jahre ebenfalls als Teil des Bahnhofs Ostkreuz geführt. In den letzten Jahren vor dem Umbau bildeten sie den eigenen Bahnhof Berlin Ostkreuz Nord (BOKN).
Die S-Bahn-Station Berlin-Rummelsburg (BRH) ist Bahnhofsteil des Bahnhofs Berlin Ostkreuz bzw. nach dem Umbau des Bahnhofs Berlin Ostkreuz (S-Bahn). Im Mai 2016 wurde der frühere S-Bahn-Haltepunkt Frankfurter Allee zum Bahnhofsteil des Bahnhofs Berlin Ostkreuz (Ringbahn-S) umgebaut.

### Bahnsteige (vor 2006)

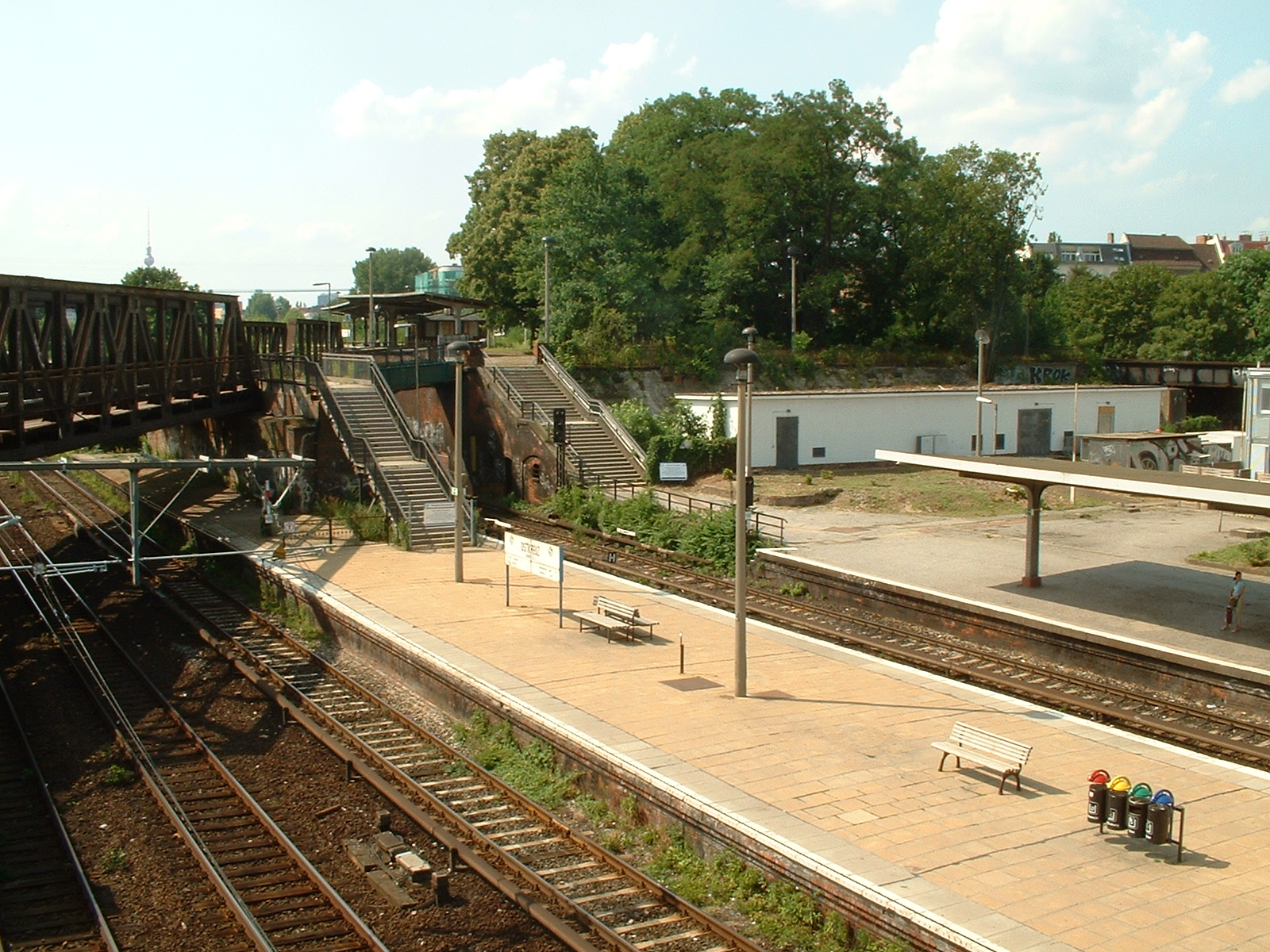
Bahnsteige E, und D im Jahr 2006, im Hintergrund die Verbindungskurve zum südlichen Ring und Bahnsteig A

Der ursprüngliche, 1882 eröffnete Bahnhof Stralau-Rummelsburg diente vor allem dem Vorortverkehr über die Verbindungskurven zwischen Stadtbahn und Ringbahn. Außerdem gab es Bahnsteige an den Ferngleisen von Schlesischer und Ostbahn, die sich erst östlich des Bahnhofs trennten. Vermutlich gab es einen Hausbahnsteig am nördlichen Gleis und einen Zwischenbahnsteig am südlichen. Hinzu kam ein Gütergleis der Ostbahn nördlich und ein Gütergleis der Schlesischen Bahn südlich der übrigen Gleise.
Anfang des 20. Jahrhunderts wurden die Fern- und Vorortgleise von Ostbahn und Schlesischer Bahn getrennt. Die unteren Bahnsteige D und E an den Strecken nach Lichtenberg und Erkner sowie der obere Ringbahnsteig F stammen aus dieser Zeit. Die Gleisanlagen der oberen Bahnsteige (A, B, C und F) lagen etwa sechs Meter über dem Niveau der unteren Bahnsteige (D und E).
Südlich der unteren Bahnsteige wurden die Ferngleise der Schlesischen Bahn angelegt, wo es keinen Halt in Ostkreuz mehr gab. Die Ferngleise der Ringbahn lagen östlich des S-Bahnsteigs. Vor dem Umbau gab es dort außer den beiden Ferngleisen noch Anschlüsse zum Bremsenwerk in Stralau sowie zum Osthafen. Das Anschlussgleis zum Hafen unterquerte südlich des Bahnhofs die Gleise der Ringbahn in einem Tunnel (siehe Osthafentunnel).

#### Bahnsteig A

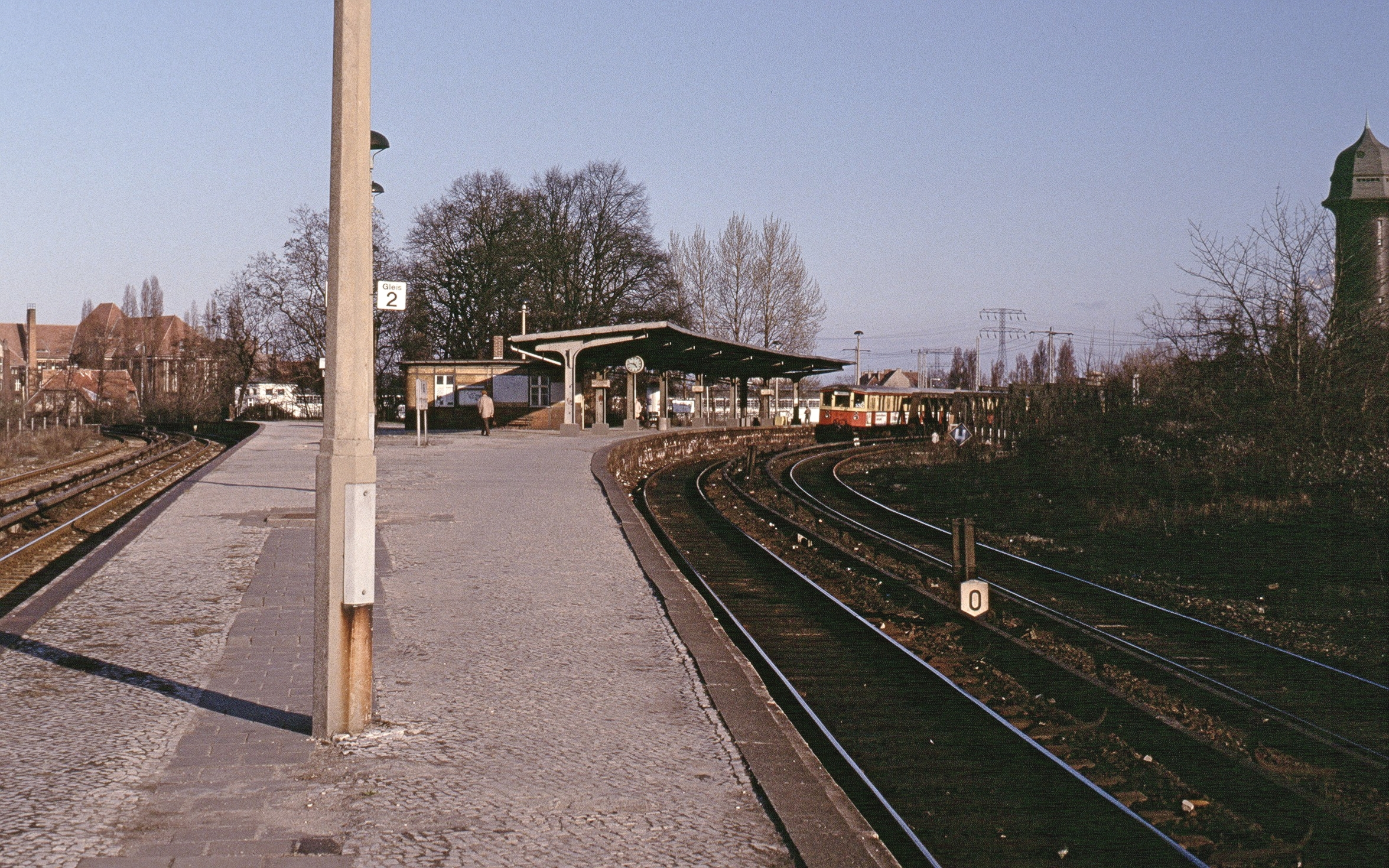
Bahnsteig A an den Verbindungskurven zum Nordring (nach links) und Südring, 1991

Dieser Bahnsteig war mit wenigen Umbauten von 1882 bis 2009 in Betrieb. Der keilförmige S-Bahnsteig befand sich in Hochlage westlich der Bahnsteige D und E an den Verbindungskurven, die die von der Stadtbahn kommenden Gleise mit der Ringbahn verbanden. Das Bahnsteigdach ruhte auf einstieligen, genieteten Stahlträgern. An der nördlichen Bahnsteigkante hielten die Züge von der Stadtbahn zum nördlichen Ring, an der südlichen die vom südlichen Ring zur Stadtbahn. Der Personenverkehr in Richtung Norden endete 1994, bis 2006 gab es noch gelegentliche Sonder- und Umleitungsfahrten. Am 28. August 2009 endete auch der Verkehr an der südlichen Bahnsteigseite. Die Südringkurve wurde für den Bahnhofsumbau abgetragen und wieder neu aufgebaut, auch der Bahnsteig wurde beseitigt. An der wiederaufgebauten Verbindungskurve zum Südring gibt es seitdem keinen Bahnsteig mehr.
Zum Bahnsteig und dem anschließenden Empfangsgebäude führten zunächst Rampen von der Simplonstraße im Norden bzw. vom Markgrafendamm im Süden. Mit dem Bau der Fußgängerbrücke und der beiden Eingangsbauwerke Sonntagstraße und Markgrafendamm war der Bahnsteig von der Brücke über von ihr abzweigende Stege erreichbar. Nach der Zerstörung der Stege war der Bahnhof nur über Treppen von den Bahnsteigen D und E aus zugänglich.

#### Bahnsteige B und C

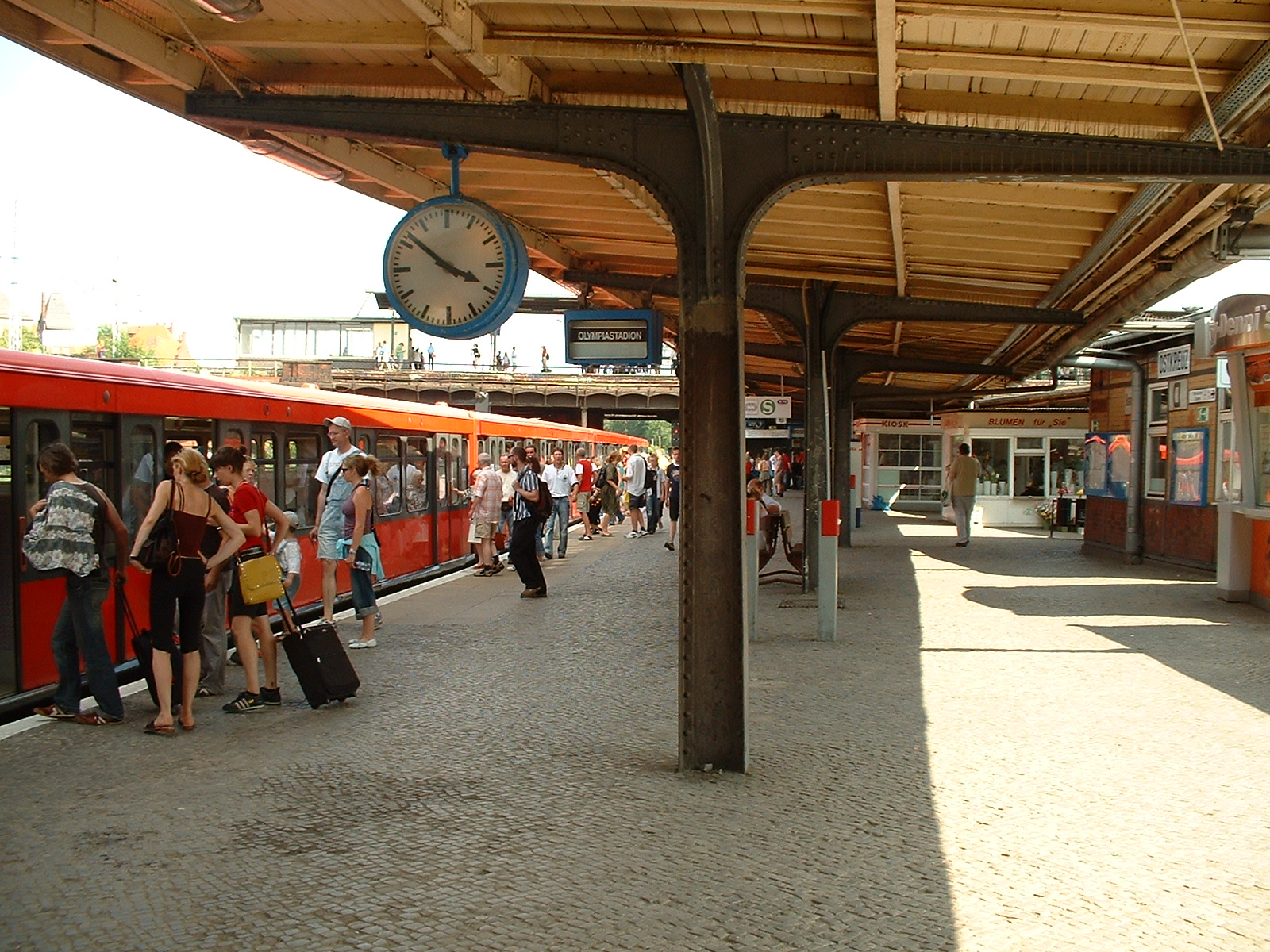
Bahnsteig D, 2007

Die S-Bahnsteige befanden sich an den Außenseiten der Verbindungskurven. Der Bahnsteig B lag am stadteinwärts führenden Gleis der Nordringkurve, der Bahnsteig C am Richtung Treptower Park führenden Gleis der Südringkurve. Sie waren jeweils mit einem kurzen Tunnel mit dem Bahnsteig A verbunden.
Der Bahnsteig C entstand 1895/1896 im Rahmen der Berliner Gewerbeausstellung, die im Treptower Park lag.
Die Bahnsteige B und C gingen beide zum 12. April 1966 außer Betrieb, weil die Einführung der Fünf-Tage-Arbeitswoche bei der S-Bahn eine derartige Rationalisierungsmaßnahme zur Einsparung von Arbeitszeit notwendig machte. Die betriebliche Bedeutung dieser beiden Außenbahnsteige war zu jenem Zeitpunkt ohnehin bereits stark zurückgegangen und wegen der vielen zusätzlichen Treppen in den beiden Verbindungstunneln zum Bahnsteig A wurden sie nur ungern genutzt. In den Spitzenverkehrszeiten hätten nur noch etwa 30 Personen je Zug diese beiden Bahnsteige genutzt, außerhalb der Berufszeiten gar nur fünf oder sechs. Da diese Maßnahmen insgesamt eher als Entlastung des Knotenpunktes Ostkreuz sowie als Erleichterung für die umsteigenden Fahrgäste empfunden wurden, ist die Schließung der Bahnsteige B und C in der Folgezeit von der Bevölkerung akzeptiert und kaum als Verlust wahrgenommen worden. Die Züge in Richtung Südring beziehungsweise aus Richtung Nordring fuhren seitdem am Ostkreuz ohne Halt durch, während die Züge der jeweiligen Gegenrichtung weiterhin am Bahnsteig A hielten.
Zur Entscheidung, diese beiden Bahnsteige zu schließen, hatte seinerzeit auch deren schlechter baulicher Zustand beigetragen. Der Bahnsteig B hatte keine Überdachung und kein Aufsichtspersonal mehr und beim Bahnsteig C war einige Monate zuvor die Böschung ins Rutschen gekommen. Im Jahr 1970 (Bahnsteig B) bzw. im November 1978 (Bahnsteig C) wurden deren Reste entfernt.

#### Bahnsteig D

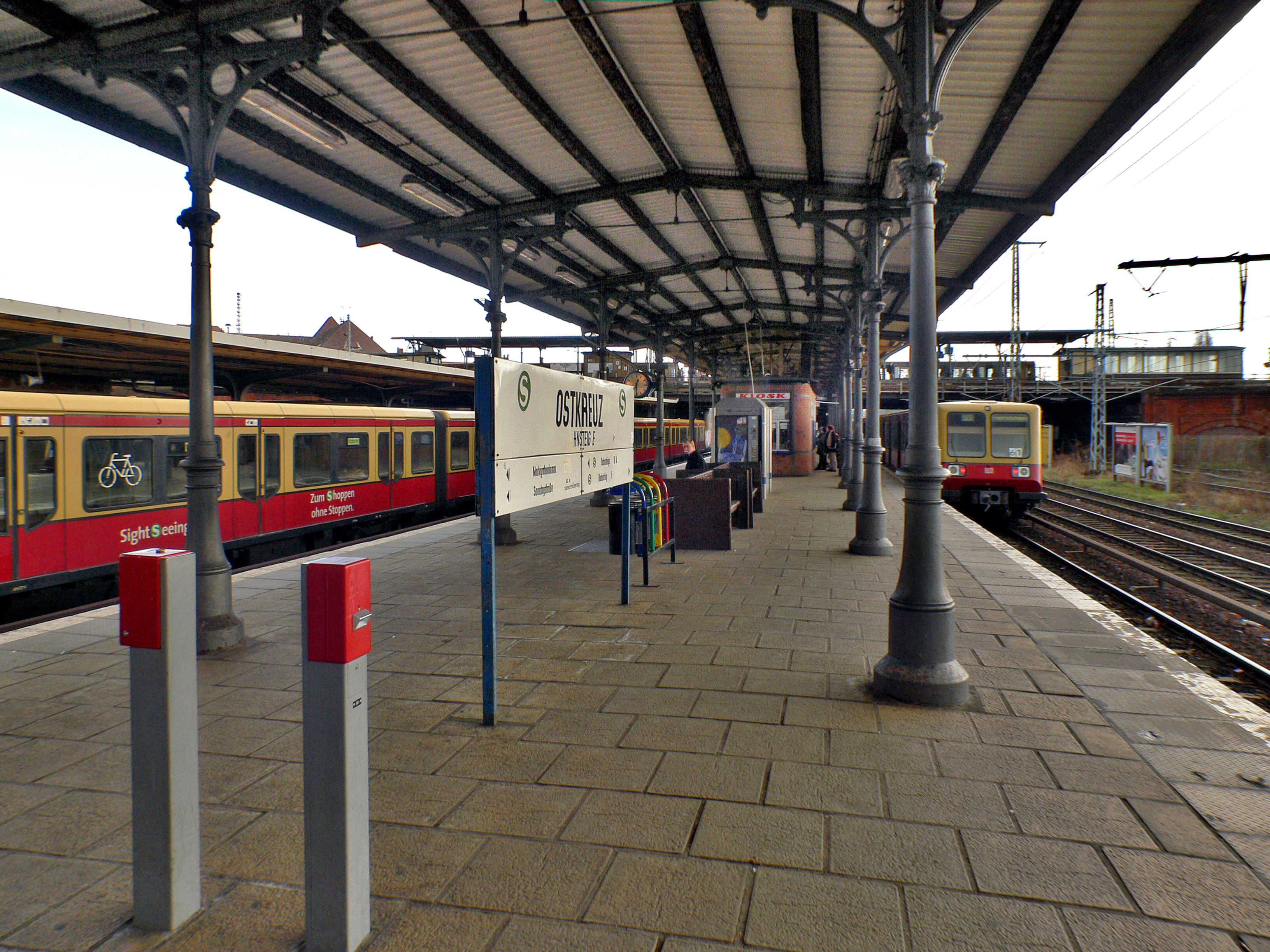
Bahnsteig E, 2007

Der S-Bahnsteig lag auf Geländeniveau an den in Ost-West-Richtung verlaufenden S-Bahn-Gleisen der Ostbahn von der Stadtbahn nach Lichtenberg. Er lag zwischen dem Keilbahnsteig A im Westen und dem Ringbahnsteig F im Osten, wobei keine Bahnsteige übereinander lagen. Aufgrund der Gleisausfädelung der Verbindungskurven zum Ring zwischen den Gleisen nach Lichtenberg war der Bahnsteig ungewöhnlich breit. An seinem westlichen Ende stand das 1945 zerstörte Empfangsgebäude des Bahnhofs.
Das ursprüngliche Dach von Bahnsteig D ruhte auf einstieligen, genieteten Stahlträgern.
Der Bahnsteig D ging am 8. Mai 2013 außer Betrieb und wurde anschließend durch einen Neubau ersetzt.

#### Bahnsteig E
Der S-Bahnsteig liegt parallel zum Bahnsteig D ebenfalls auf Straßenniveau an den S-Bahn-Gleisen der Schlesischen Bahn von der Stadtbahn nach Erkner.
Das ursprüngliche Bahnsteigdach wurde von paarweise angeordneten Stützen aus Gusseisen in Jugendstilformen getragen.
Er ging im Juli 2014 außer Betrieb und wurde anschließend durch einen Neubau ersetzt.

#### Bahnsteig F

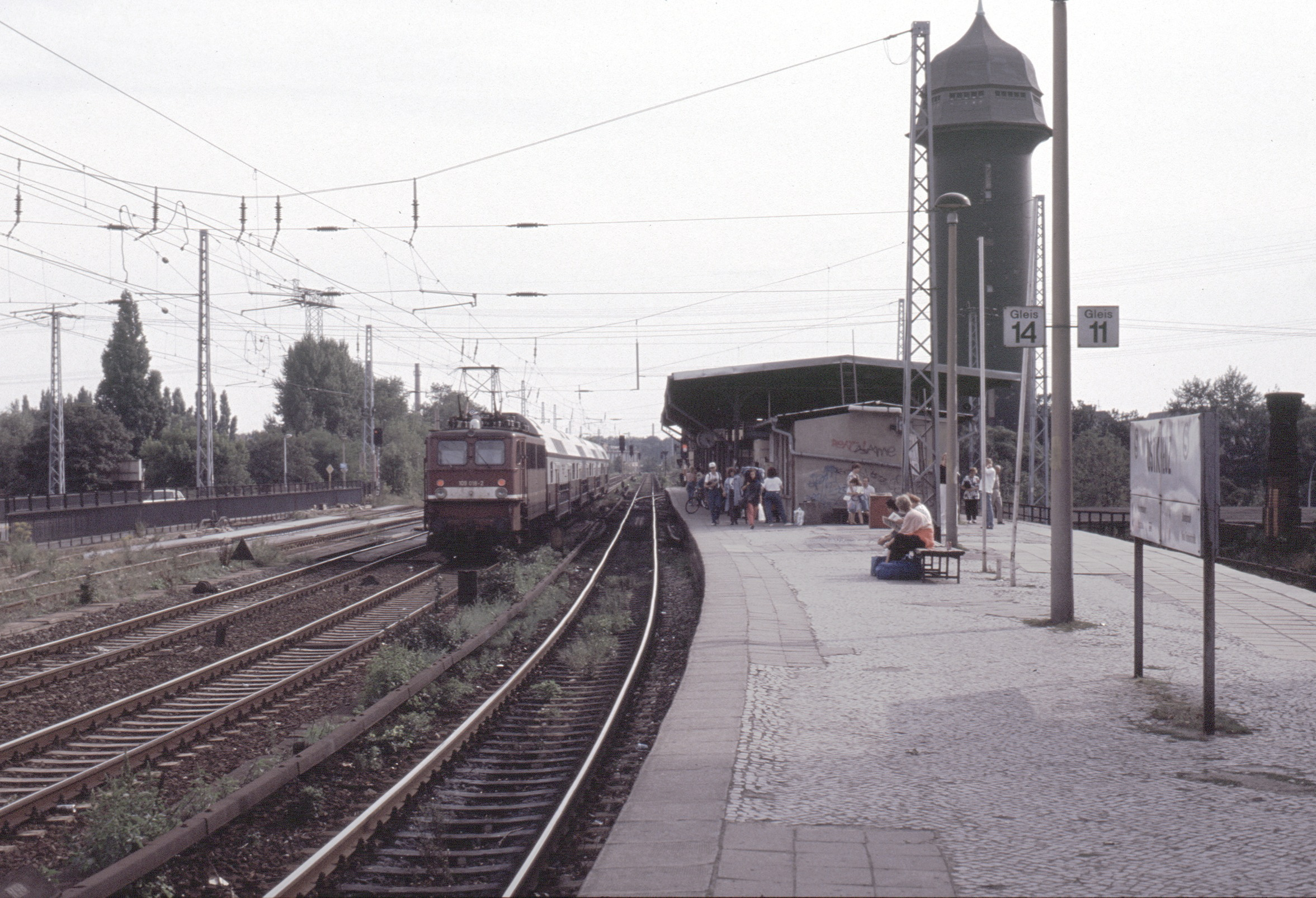
Alter Ringbahnsteig F, links davon die Ferngleise und die ehemaligen Gütergleise zum Osthafen und nach Stralau, 1992

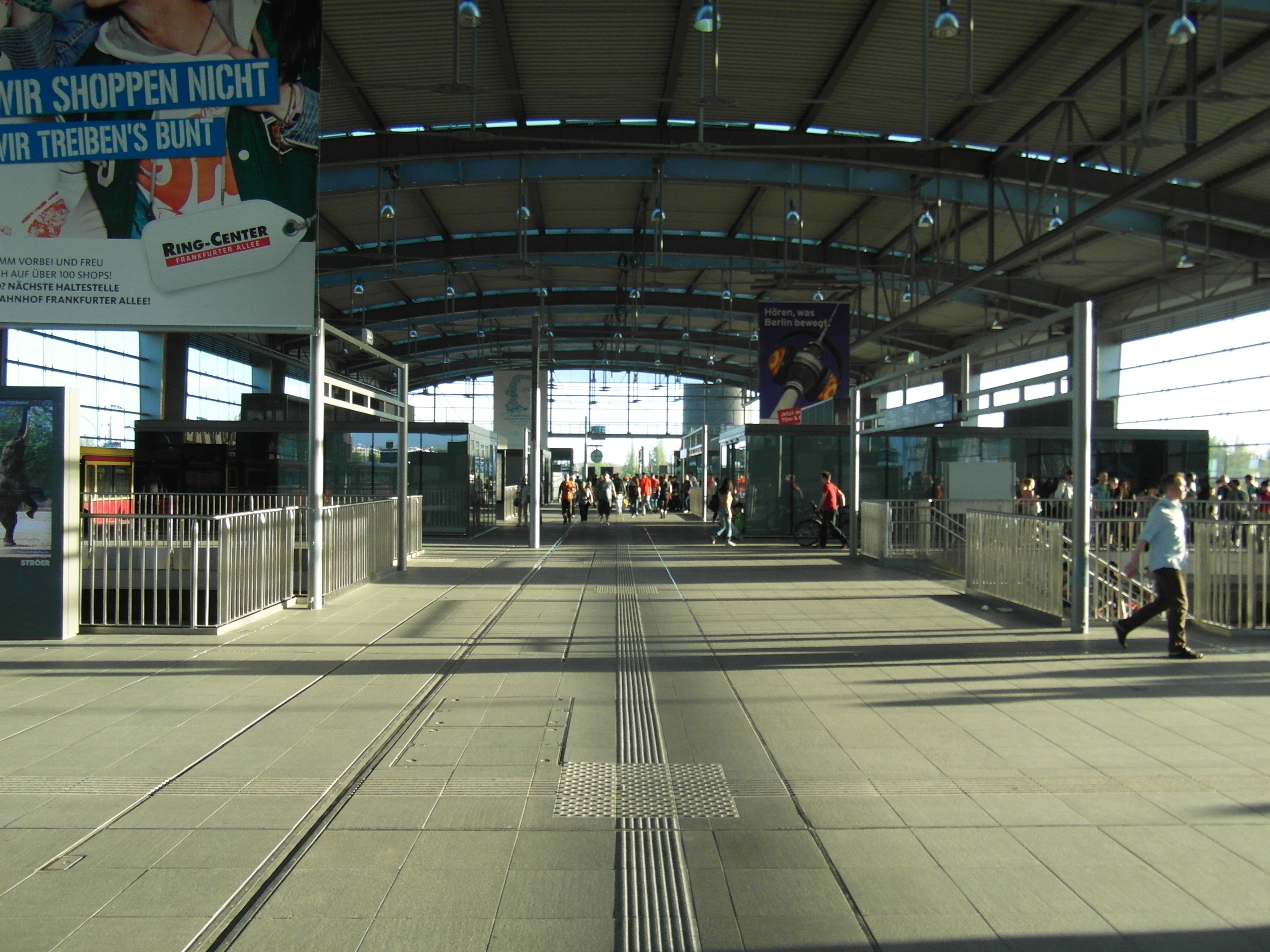
Ringbahnhalle, 2012

Der S-Bahnsteig der Ringbahn lag in Nord-Süd-Richtung auf einer Brücke über den Gleisen der Stadtbahnebene östlich der unteren Bahnsteige und verlief in Nord-Süd-Richtung.
Das Bahnsteigdach wurde von paarweise angeordneten Stützen aus Gusseisen in Jugendstilformen getragen.
Der Bahnsteig wurde nach Eröffnung des Regionalbahnsteigs 2009 abgerissen und in den folgenden Jahren durch einen Neubau ersetzt.

### Bahnsteige nach dem Umbau
Die neuen unteren Bahnsteige D und E entstanden deutlich nach Osten verschoben und liegen teilweise unter den Bahnsteigen der Ringbahn, aber deutlich entfernt von der Verbindungskurve, die auch aus diesem Grund keinen Bahnsteig erhielt. Der S-Bahnsteig der Ringbahn entstand in etwa alter Lage neu. Ergänzt wird die Bahnhofsanlage durch mehrere neue Regionalbahnsteige.

#### Bahnsteig D
Der neue Bahnsteig D ist ein Richtungsbahnsteig für die Züge aus Erkner und Lichtenberg in Richtung Innenstadt. Aufsichtshäuschen und Bahnsteigdach wurden dabei in Anlehnung an die historische Gestalt des alten Bahnsteig D neu errichtet. Im Oktober 2014 ging er provisorisch mit einer Bahnsteigkante für die Züge in Richtung Lichtenberg in Betrieb, seit August 2017 halten hier die Züge in Richtung Innenstadt.

#### Bahnsteig E
Am neuen Bahnsteig E halten seit August 2017 die stadtauswärts fahrenden S-Bahnen. Auch hier wurden Aufsichtshäuschen und Bahnsteigdach in Anlehnung an den alten Bahnsteig aufgestellt.

#### Bahnsteig F
Der S-Bahnsteig der Ringbahn entstand in ähnlicher Lage wie sein Vorgängerbau, allerdings deutlich breiter. Bis 2011 wurden die Gleisbrücken, der neue Bahnsteig und eine Bahnsteighalle errichtet. Der Bahnsteig wurde am 16. April 2012 wieder in Betrieb genommen. Seit August 2017 trägt die Westseite der Ringbahnhalle den Schriftzug OSTKREUZ.
Seit Mitte 2016 erfolgt am Bahnsteig F die Zugabfertigung durch den Triebfahrzeugführer mittels Führerraum-Monitor (ZAT-FM).

#### Regionalbahnsteig oben(Ro)

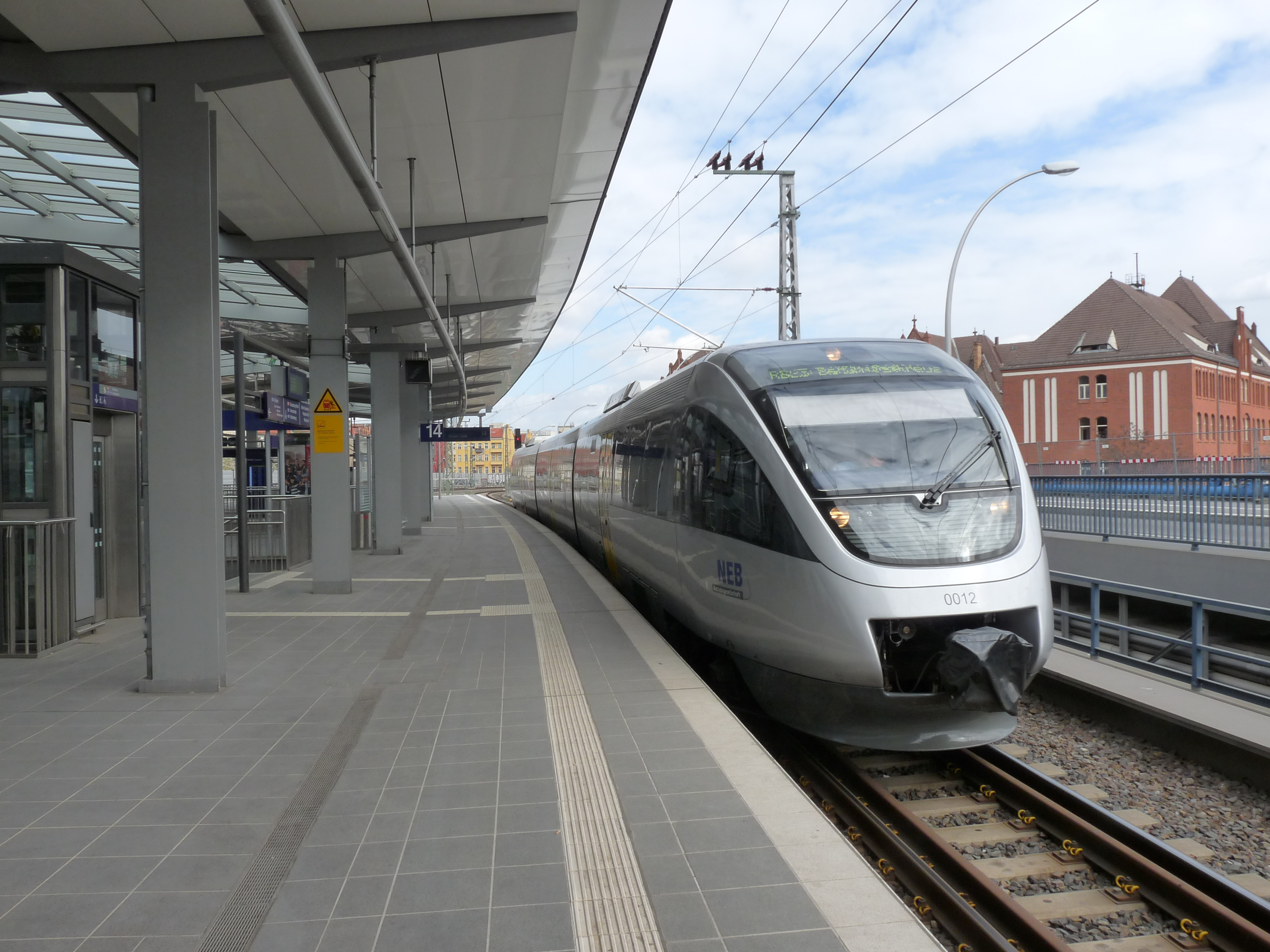
Regionalbahnsteig an der Ringbahn 2016, Blick nach Norden

Der Bahnsteig mit dem bahninternen Kürzel Ro wurde 2009 als Regionalbahnsteig an der Ringbahn erbaut. Bis zum 30. März 2012 hielt übergangsweise die S-Bahn am Regionalbahnsteig, dann wurde dieser Bahnsteig für weitere Bauarbeiten außer Betrieb genommen. Am 13. Dezember 2015 wurde er für den Regionalverkehr eröffnet.

#### Regionalbahnsteig unten(Ru)
Der untere Regionalbahnsteig südlich der S-Bahn-Gleise wird seit dem 10. Dezember 2017 durch den Regionalverkehr auf der Frankfurter Bahn von und zur Stadtbahn bedient. Vereinzelt halten auch Fernzüge. Nach seiner Errichtung wurde er seit Juli 2014 zunächst provisorisch für die S-Bahn in Richtung Erkner genutzt und anschließend umgebaut.
Ein zwar planfestgestelltes, von der Deutschen Bahn zunächst aber eingespartes Bahnsteigdach soll – mithilfe von Mitteln des Landes Berlin und des Bundes – mit einer Länge von 60 m nachträglich bis 2023 errichtet werden.

#### Regionalbahnsteig Ostbahn(Rn1)
Der erste von zwei geplanten Regionalbahnsteigen nördlich der S-Bahn-Gleise wurde ab 2012 errichtet und ging am 13. Mai 2013 provisorisch in Betrieb. Es ist ein Außenbahnsteig am nördlichen Zugang an der Sonntagstraße. Bauzeitlich hielten an ihm die stadteinwärts fahrenden S-Bahn-Züge aus Richtung Lichtenberg. Die Inbetriebnahme für den Regionalverkehr auf der Ostbahn erfolgte Ende 2018. Das dortige Gleis ist nicht elektrifiziert.

#### Regionalbahnsteig Ostbahn(Rn2)
Ebenfalls Ende 2018 ging südlich von Rn1 ein weiterer Bahnsteig für in Ostkreuz beginnende bzw. endende Regionalzüge in und aus Richtung Lichtenberg in Betrieb. Auch dieses Gleis ist nicht elektrifiziert.

### Empfangsgebäude
Das 1903 gebaute Empfangsgebäude lag auf der Westseite des Bahnsteigs D am Zugang zum ältesten Bahnhofsteil mit dem Bahnsteig A. Es wurde im Zweiten Weltkrieg zerstört. Seine Lage war noch auf der Westseite des in diesem Bereich ungewöhnlich breiten Bahnsteigs D erkennbar.
Kleine Zugangsbauwerke entstanden später an den Zugängen zur Sonntagstraße und zum Markgrafendamm.

### Fußgängerbrücke

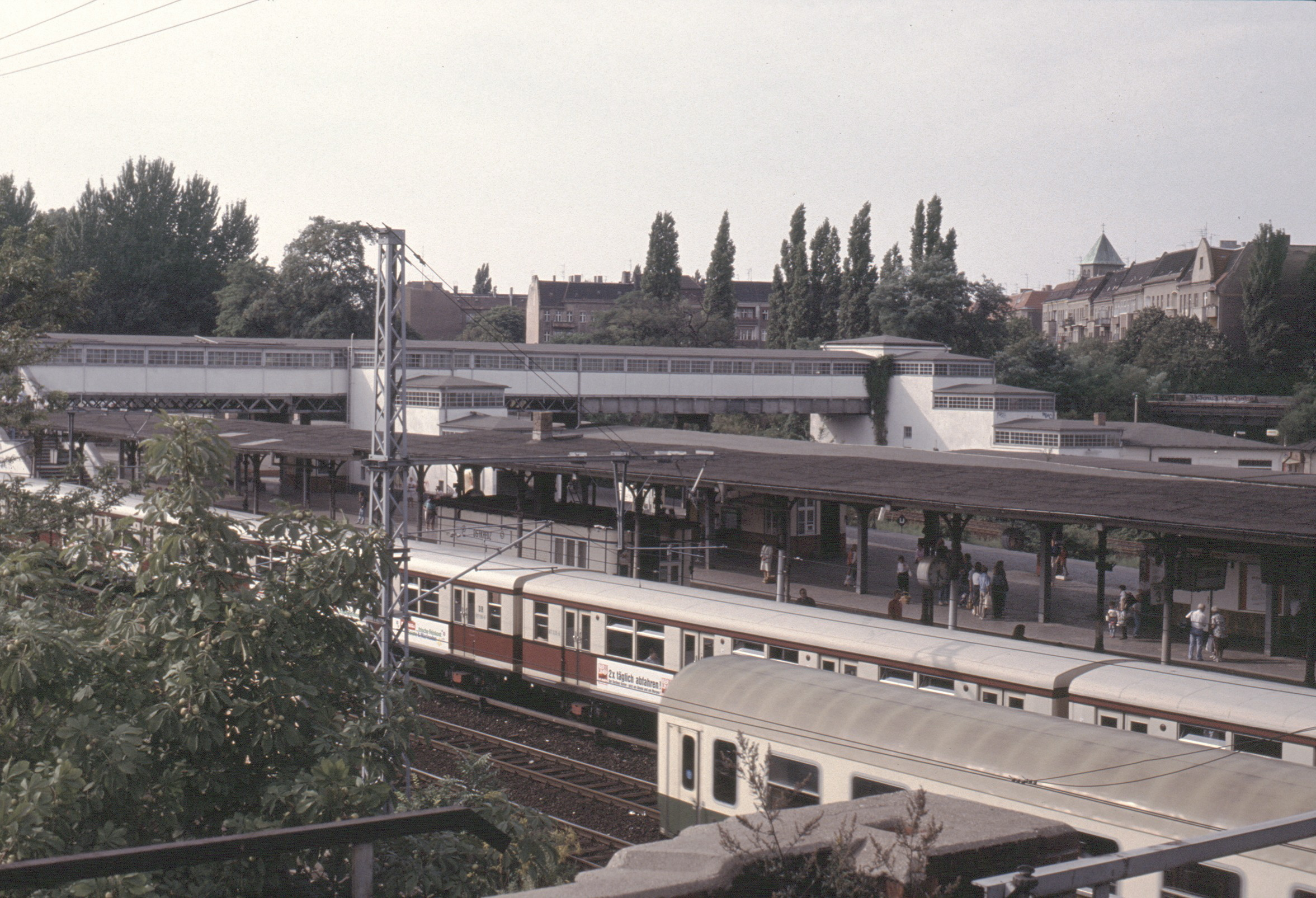
Fußgängerbrücke über den Bahnsteigen E (vorn) und D, 1992

Die nach Plänen von Richard Brademann in den Jahren 1923 und 1926 errichtete überdachte Fußgängerbrücke verband die Bahnsteige D und E in ihrem westlichen Teil und besaß Abgänge zur Hauptstraße und zur Sonntagstraße. Ursprünglich bestand auch ein direkter Übergang von der Brücke über einen Steg zum Bahnsteig A, der im Zweiten Weltkrieg zerstört wurde.

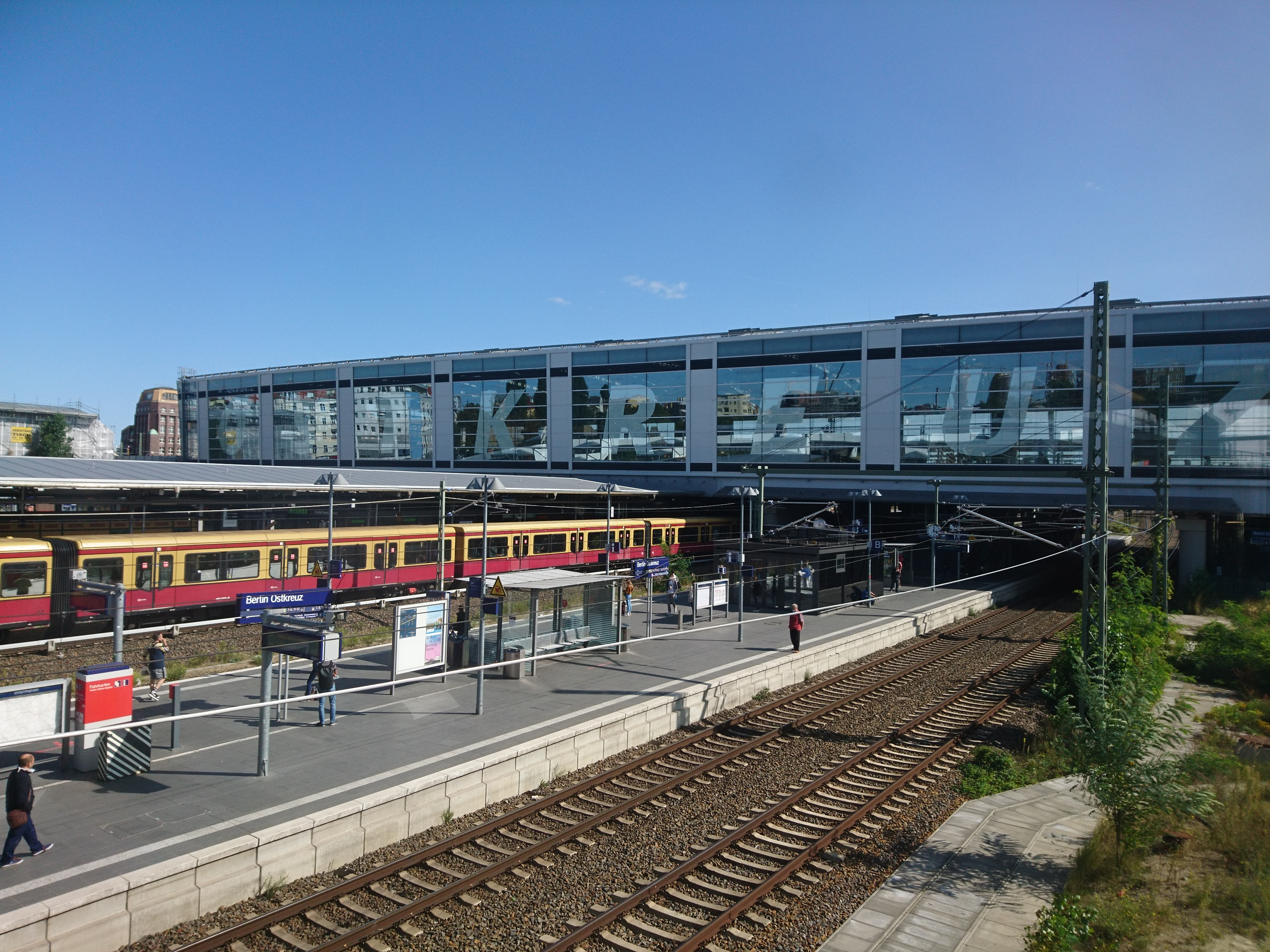
Blick von der Fußgängerbrücke auf den Bahnhof, 2020

Im Zuge des Bahnhofsumbaus wurde die Brücke abgebrochen und bauzeitlich durch eine Behelfs-Fußgängerbrücke ersetzt. Von April 2016 bis Dezember 2018 entstand ein Neubau an gleicher Stelle in Anlehnung an das historische Vorbild mit zusätzlichen Abgängen zu den neu hinzugekommenen Bahnsteigen Rn2 und Ru unter Einbeziehung erhaltener historischer Brückenstützen und Gitterträger im Bereich des Bahnsteigs D. Die Treppenabgänge sowie die Stützen und die Widerlager wurden in Stahlbeton errichtet, ebenso der Treppenabgang Sonntagstraße, der mit einer Toilettenanlage im Erdgeschoss versehen werden soll. Die Fenster wurden nach historischem Vorbild – allerdings nach aktuellem Standard in Metall und mit Sicherheitsverglasung – eingebaut, der Überbau ist mit Asphalt belegt, die Treppenstufen mit Naturstein. Aufgrund der Verschiebung der unteren Bahnsteige liegt die Brücke nun an deren westlichen Ende statt in Bahnsteigmitte wie der Vorgängerbau.
Ein erster Teil der neu aufgebauten Brücke ging am 3. September 2017 in Betrieb, zunächst als Verbindung von der Hauptstraße zu den Bahnsteigen E und D. Der Abgang zum Bahnsteig Ru wurde mit dessen Inbetriebnahme zum Fahrplanwechsel im Dezember 2017 freigegeben. Der zweite Teil bis Sonntagstraße ging im Dezember 2018 in Betrieb.
Eine weitere Fußgängerüberführung verlief neben den Gleise der Verbindungskurven von der Sonntagstraße vorbei am Bahnsteig A und dem alten Empfangsgebäude zum Markgrafendamm. Im Unterschied zur anderen Fußgängerbrücke diente sie vor allem als Verbindung zwischen den Stadtgebieten auf beiden Seiten und lag außerhalb der Zugangskontrollen zum Bahnhof, sodass sie für Reisende ohne Fahrkarten benutzbar war. Im Zweiten Weltkrieg wurde sie – wie auch das Empfangsgebäude – zerstört.

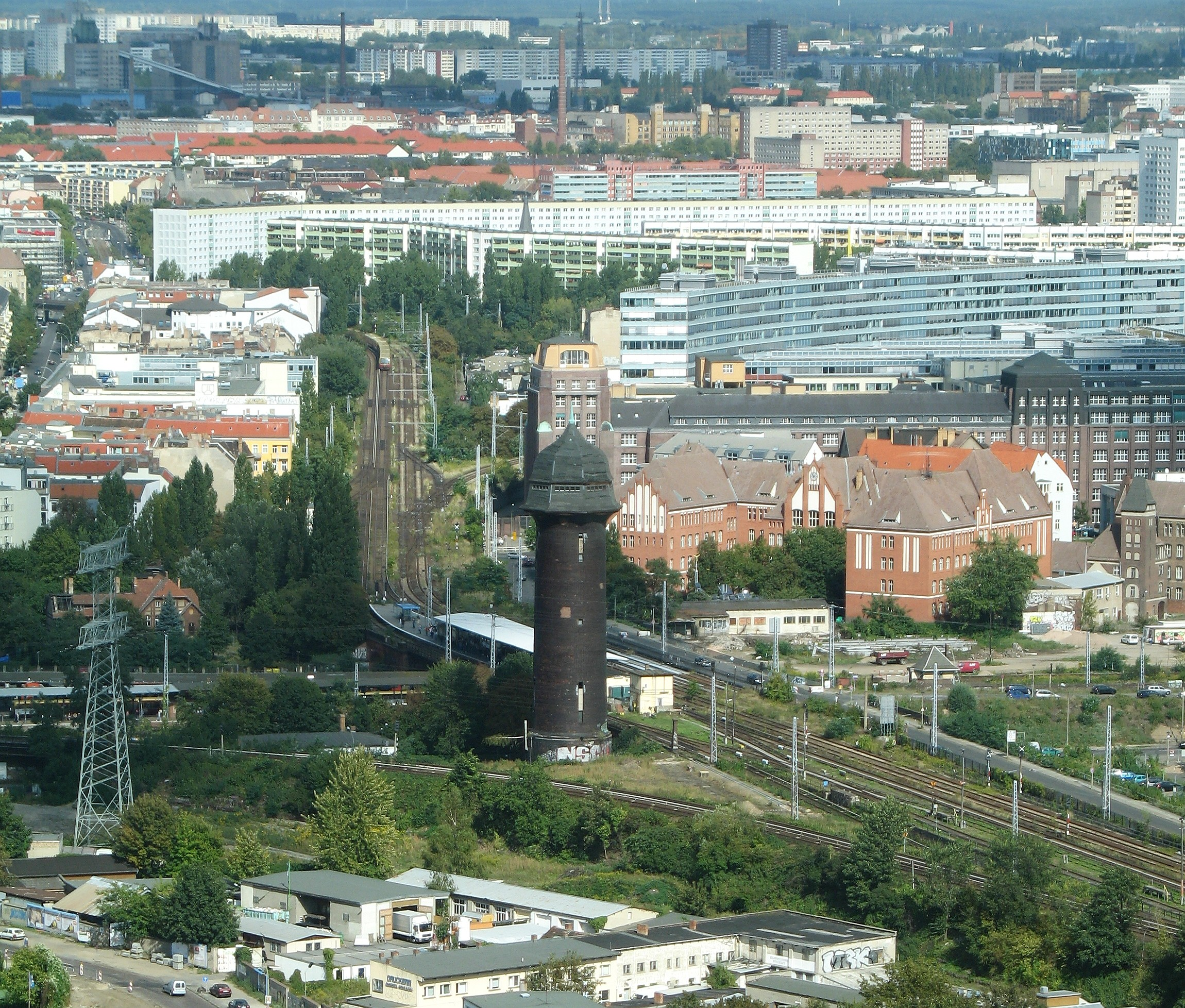
Bahnhof Ostkreuz und Umgebung vor dem Umbau, Blick aus Richtung Süden vom Treptowers-Gebäude, 2006

### Wasserturm
Unmittelbar südlich des Bahnhofs steht ein 50 m hoher Wasserturm. Dieser wurde zwischen 1909 und 1912 nach Entwürfen von Karl Cornelius errichtet und diente der Versorgung der zahlreichen hier verkehrenden Dampflokomotiven mit Wasser. Der runde Schaft ist mit glasierten, violetten Klinkern verblendet. Auf diesem sitzt ein zylinderförmiger, druckfester Wasserbehälter, er fasst 400 m³ und ist vollständig in das Dach eingebaut. Das weit herabgezogene Dach und die verschieferte polygonale Haube weisen auf den Einfluss des Jugendstils hin. Aktuell ist der Wasserturm ein für das Ostkreuz charakteristisches und weithin sichtbares Bauwerk und als Baudenkmal eingetragen. Im Februar 2015 verkaufte die DB den Turm für einen nicht näher bezifferten sechsstelligen Betrag. Der neue Eigentümer besitzt auch den Postbahnhof am Ostbahnhof und plant, am Wasserturm einen ähnlichen Mix aus Kultur und Gastronomie in gemischter Nutzung (privat/öffentlich) zu verwirklichen. Bis Ende 2024 soll ein Nutzungskonzept erarbeitet werden.

### Beamtenwohnhäuser

#### Nördliches Beamtenwohnhaus (Sonntagstraße 37)

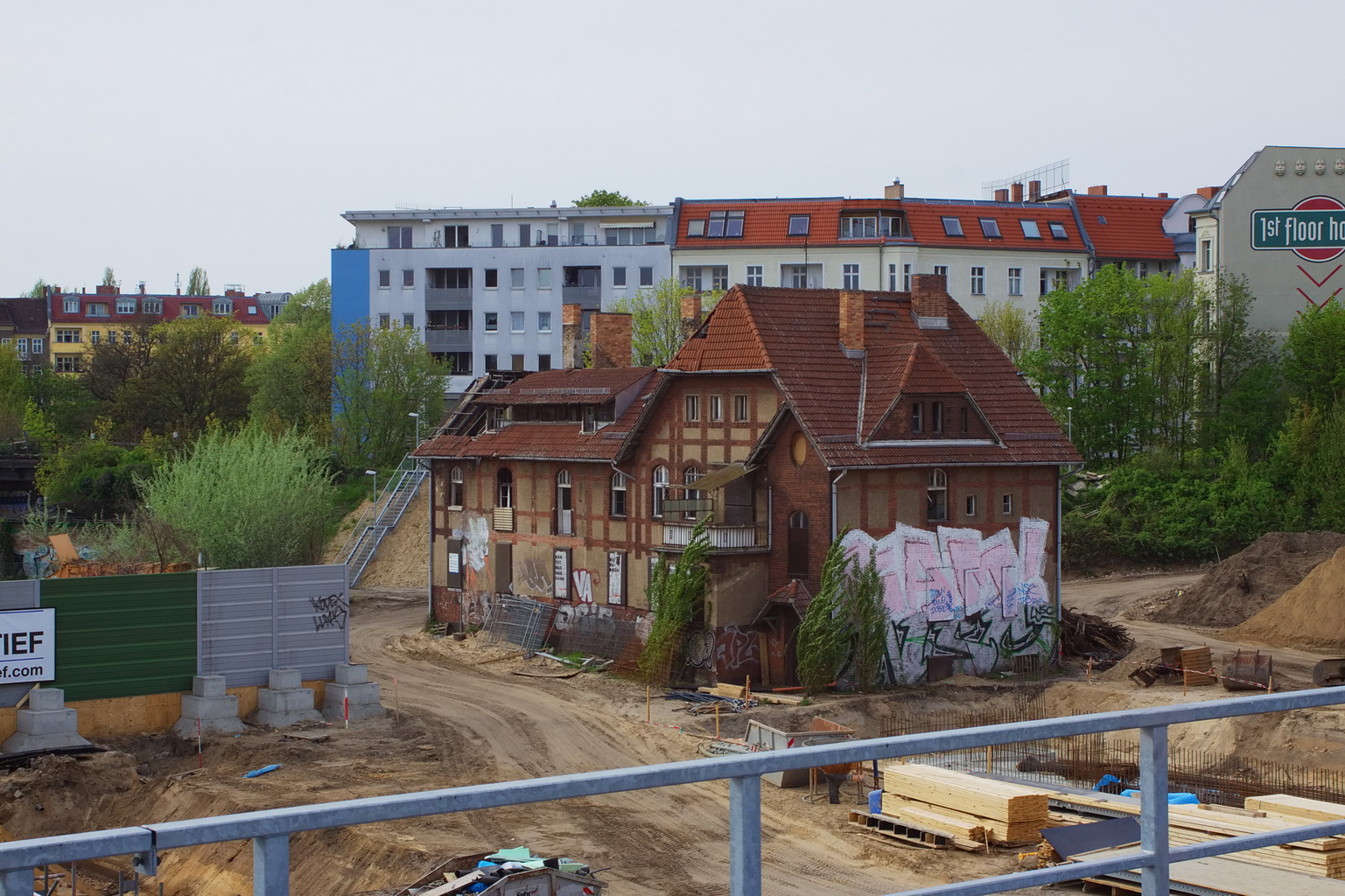
Nördliches Beamtenwohnhaus in der Sonntagstraße 37

Im Dreieck zwischen der Nordringkurve sowie der Stadt- und Ringbahn entstand im Jahr 1910 ein zweigeschossiges Bahnbeamten-Wohnhaus mit Krüppelwalmdach. Seit 1995 steht es als Bestandteil der Gesamtanlage des Bahnhofs unter Denkmalschutz. 1998 brannte das Dachgeschoss aus. Ein Abrissantrag der Deutschen Bahn wurde im Jahr 2008 von den Denkmalschutzbehörden abgelehnt. Nachdem seitens der Deutschen Bahn in der Folge keine Sicherungsmaßnahmen eingeleitet wurden, wurde im März 2010 von der Unteren Denkmalschutzbehörde eine Sicherungsanordnung erlassen, um das Gebäude „wirksam vor dem Eindringen von Regenwasser und den Einflüssen von Sturm und Vandalismus“ zu schützen. Im November 2010 begann die Deutsche Bahn mit Sicherungsarbeiten zur Erhaltung des Hauses. Das Gebäude wurde komplett eingerüstet und erhielt ein festes Schutzdach aus Metall. Mit einer Instandsetzung des Beamtenwohnhauses ist nicht vor Abschluss der Bauarbeiten am Bahnhof zu rechnen, da die Nutzung des Wohnhauses mitten in einer Großbaustelle kaum möglich erscheint.

#### Südliches Beamtenwohnhaus (Markgrafendamm 24a)

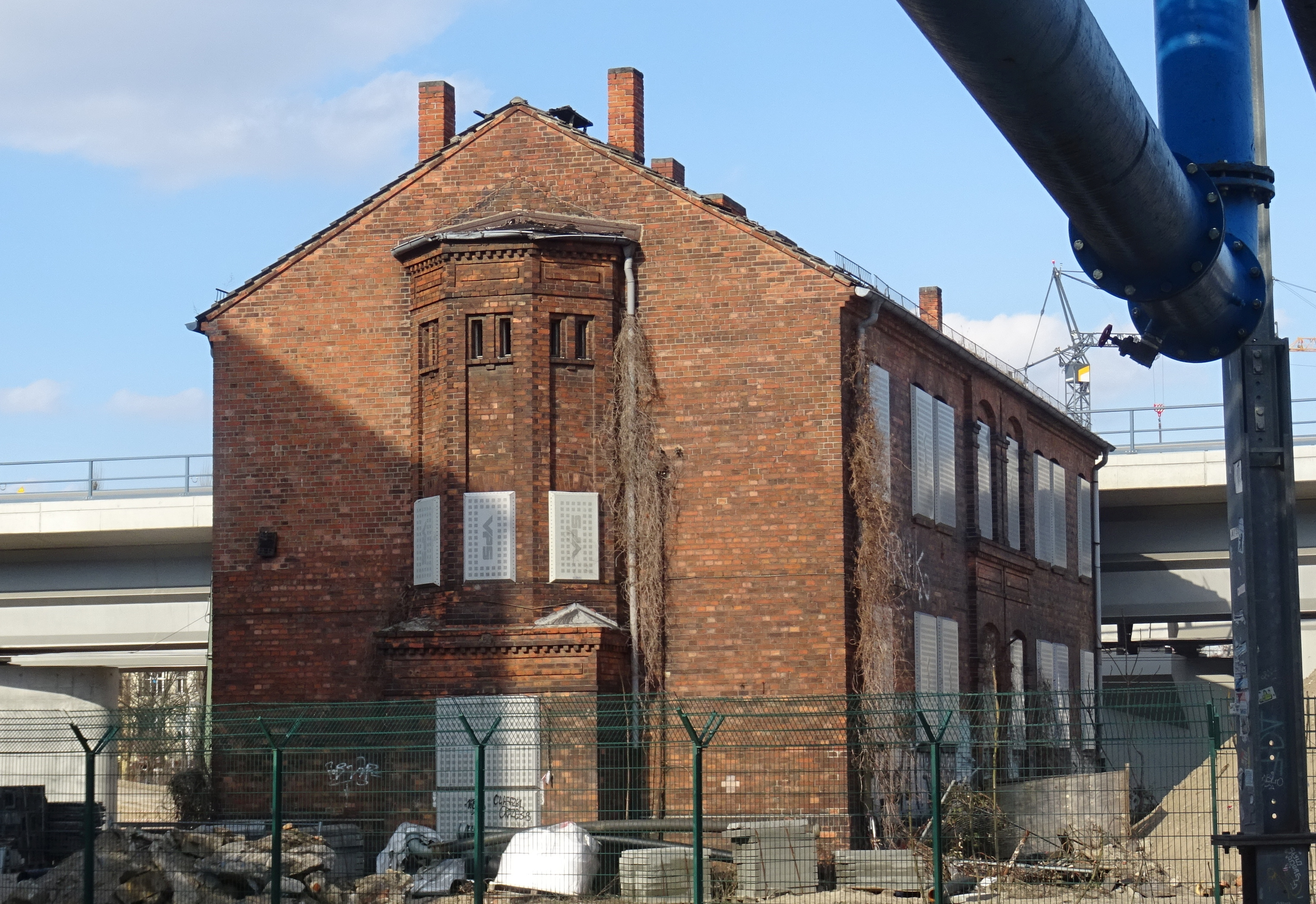
Südliches Beamtenwohnhaus am Markgrafendamm 24a

Ein weiteres – heute unter Denkmalschutz stehendes – Beamtenwohnhaus ist südlich der Gleisanlagen neben dem Gleichrichterwerk erhalten geblieben. Es wurde im Jahr 1900 erbaut und ergänzte eine bereits ab 1881 entstandene (nicht mehr erhaltene) kleine Wohnsiedlung für Eisenbahnbeamte. Es steht leer. (Stand: August 2018)

### Denkmalschutz
Das Bauensemble des Bahnhofs Ostkreuz im Zustand vor dem Umbau „besitzt aufgrund des guten Erhaltungszustandes sowie der Fülle originaler Bestandteile wie Verbindungsbrücke, Stellwerke, Viaduktbögen, Dienst- und Wartehäuschen einen hohem geschichtlichen Aussagewert“. (Zitat Landesdenkmalamt) und wurde infolgedessen als Gesamtanlage – ergänzt um zwei einzelne Baudenkmale – unter Denkmalschutz gestellt.

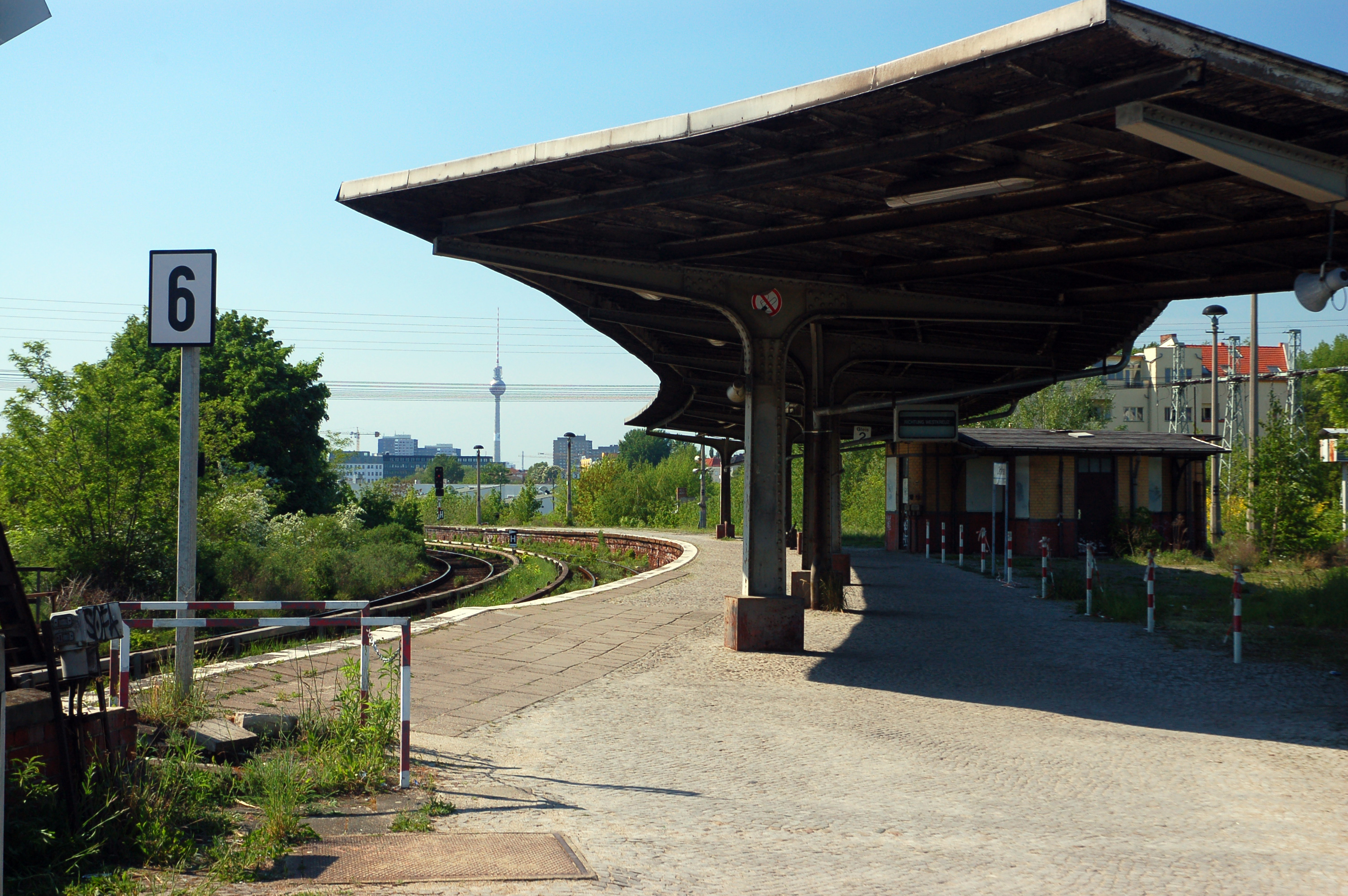
Der Bahnsteig A wurde mittlerweile abgerissen

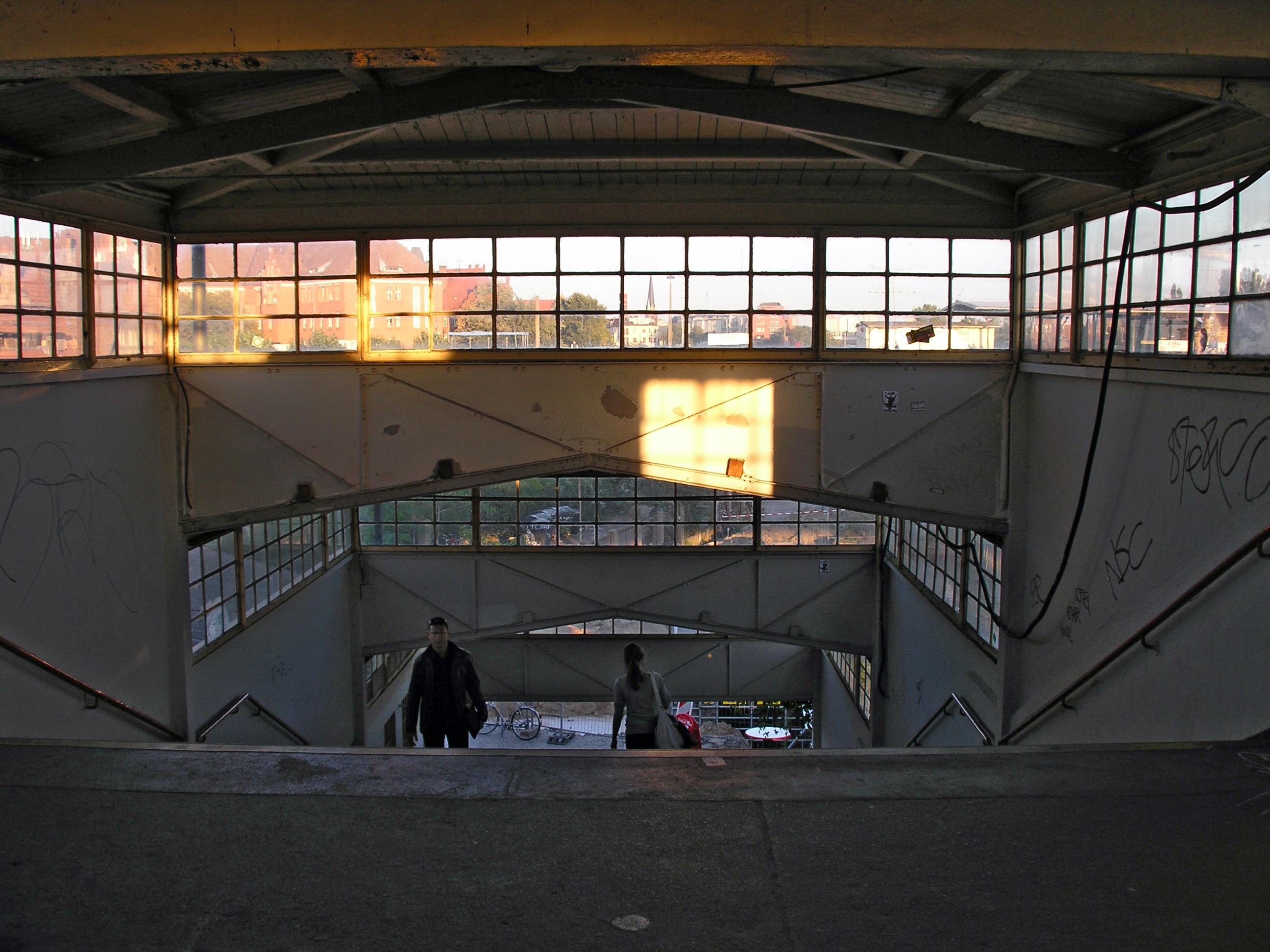
Fußgängerbrücke, von Richard Brademann entworfen. Sie wurde durch einen Neubau in Anlehnung an die alten Formen ersetzt.

Dieses Ensemble gliedert(e) sich in folgende 14 Denkmalobjekte:
| Denkmalobjekt             | Baujahr   | Erhaltungszustand |
| ------------------------- | --------- | ----------------- |
| Brücken der Ringbahn      | 1872–1903 | abgebrochen       |
| Brücken der Südschleifen  | 1930      | abgebrochen       |
| Brücken der Nordschleifen | 1882      | abgebrochen       |
| Eingangsbau Süd           | 1923      | abgebrochen       |
| Eingangsbau Nord          | 1923      | abgebrochen       |
| Ringbahnsteig F           | 1903      | abgebrochen       |
| Stellwerk                 | um 1903   | abgebrochen       |
| Fußgängerbrücke           | 1923–1926 | abgebrochen       |
| Bahnsteig E               | 1902      | abgebrochen       |
| Bahnsteig D               | 1903      | abgebrochen       |
| Bahnsteig A               | 1882–1907 | abgebrochen       |
| Beamtenwohnhaus Nord      | nach 1900 | erhalten          |
| Wasserturm                | 1912      | erhalten          |
| Beamtenwohnhaus Süd       | 1872 (?)  | erhalten          |

Im Zuge des Umbaus ist trotz Denkmalschutz der historische Kern des Bahnhofs verlorengegangen. Durch einzelne, alleinstehende Maßnahmen wird versucht, diesen Verlust punktuell kenntlich zu machen. So sind die neuaufgebauten Dächer der Bahnsteige D und E sowie die neu gebaute Fußgängerbrücke in ihrer Gestaltung den ursprünglichen Bauwerken entlehnt. Auf dem Bahnsteig D wurden zwei erhaltene Dachstützen am westlichen Ende in den Neubau integriert, jedoch ohne tragende Funktion. Die Dachstützen des Bahnsteigs E sind neu angefertigte historisierende Nachbildungen, ebenso die beiden Dienstgebäude auf diesen Bahnsteigen.
Ebenfalls denkmalgeschützt, wenn auch nicht Bestandteil des in den Planfeststellungsanlagen für den Umbau beschriebenen Bauensembles, ist ein von Richard Brademann entworfenes Gleichrichterwerk am Markgrafendamm neben dem Beamtenwohnhaus Süd.

### Umfeld
Um den Bahnhof Ostkreuz befinden sich vor allem in der Sonntagstraße einige Restaurants und Kneipen, die die Gegend nordwestlich vom Ostkreuz zu einem wichtigen Ausgehziel im Friedrichshain machen. Von 2000 bis 2006 wurde die Initiative URBAN II der Europäischen Union in den Quartieren um das Ostkreuz durchgeführt. Hierzu gehört die Umgestaltung der Brachfläche zwischen Persius-, Laskerstraße und Markgrafendamm zum Bürgergarten Laskerwiese, einem der nachbarschaftlich genutzten Internationalen Gärten Berlins.

## Verkehrsanbindung

### Fernverkehr
| Zugnr.   | Streckenverlauf | Takt      | Bahnsteig- ebene |
| -------- | --- | --------- | ---------------- |
| EC 40/41 | Berlin Hbf – Berlin Ostkreuz – Frankfurt (Oder) – Rzepin – Świebodzin – Zbąszynek – Poznań Gł. – Konin – Kutno – Warszawa Zachodnia – Warszawa Centralna – Warszawa Wschodnia | 1 Zugpaar | unten            |
| IC 2431  | Emden Außenhafen – Emden Hbf – Leer – Augustfehn – Westerstede-Ocholt – Bad Zwischenahn – Oldenburg – Hude – Delmenhorst – Bremen – Verden – Nienburg – Hannover – Braunschweig – Helmstedt – Magdeburg – Brandenburg – Potsdam – Berlin-Wannsee – Berlin Hbf – Berlin Ostbf – Berlin Ostkreuz – Königs Wusterhausen – Lübben – Lübbenau – Cottbus                             | Einzelzug | unten            |
| IC 2432  | Cottbus – Lübbenau – Lübben – Königs Wusterhausen – Berlin Ostkreuz – Berlin Ostbf – Berlin Hbf – Berlin-Wannsee – Potsdam – Brandenburg – Magdeburg – Helmstedt – Braunschweig – Hannover – Nienburg – Verden – Bremen – Delmenhorst – Hude – Oldenburg – Bad Zwischenahn – Westerstede-Ocholt – Augustfehn – Leer – Emden – Marienhafe – Norden – Norddeich – Norddeich Mole | Einzelzug | unten            |

### Regionalverkehr
| Linie                    | Streckenverlauf | Takt (min) | Bahnsteigebene | EVU              |
| ------------------------ | --- | ---------- | -------------- | ---------------- |
| FEX                      | Berlin Hbf – Berlin Gesundbrunnen – Berlin Ostkreuz – Flughafen BER | 30         | oben           | DB Regio Nordost |
| RE 1                     | Magdeburg – Magdeburg-Neustadt – Güsen – Genthin – Brandenburg – Potsdam – Berliner Stadtbahn – Berlin Ostkreuz – Erkner – Fürstenwalde – Frankfurt – Eisenhüttenstadt (– Guben – Cottbus)              | 20         | unten          | ODEG             |
| RE 2                     | Nauen – Falkensee – Berlin-Spandau – Berlin-Charlottenburg – Berliner Stadtbahn – Berlin Ostkreuz – Königs Wusterhausen – Lübben – Lübbenau – Cottbus                                                   | 60         | unten          | DB Regio Nordost |
| RE 7                     | Dessau – Bad Belzig – Beelitz-Heilstätten – Michendorf – Potsdam Medienstadt Babelsberg – Berlin-Wannsee – Berliner Stadtbahn – Berlin Ostkreuz – Königs Wusterhausen – Lübben – Lübbenau – Senftenberg | 60         | unten          | DB Regio Nordost |
| RE 8N                    | Wismar – Schwerin – Wittenberge – Berlin-Spandau – Berlin-Charlottenburg – Berliner Stadtbahn – Berlin Ostkreuz – Flughafen BER                                                                         | 60         | unten          | ODEG             |
| RB 12                    | Berlin Ostkreuz – Berlin-Lichtenberg – Berlin-Hohenschönhausen – Oranienburg – Löwenberg – Zehdenick – Templin – Templin Stadt                                                                          | 60         | unten          | NEB              |
| RB 23                    | Golm – Potsdam – Potsdam Griebnitzsee – Berlin-Wannsee – Berliner Stadtbahn – Berlin Ostkreuz – Flughafen BER                                                                                           | 60         | unten          | DB Regio Nordost |
| RB 24                    | Schönefeld (bei Berlin) – Berlin-Schöneweide – Berlin Ostkreuz – Berlin-Lichtenberg – Berlin-Hohenschönhausen – Bernau – Eberswalde                                                                     | 60         | oben           | DB Regio Nordost |
| RB 25                    | Berlin Ostkreuz – Berlin-Lichtenberg – Ahrensfelde – Werneuchen | 60         | unten          | NEB              |
| RB 26                    | Berlin Ostkreuz – Berlin-Lichtenberg – Berlin-Mahlsdorf – Strausberg – Müncheberg – Seelow-Gusow – Werbig – Küstrin-Kietz – Kostrzyn                                                                    | 120        | unten          | NEB              |
| RB 32                    | Schönefeld (bei Berlin) – Berlin-Schöneweide – Berlin Ostkreuz – Berlin-Lichtenberg – Berlin-Hohenschönhausen – Oranienburg                                                                             | 60         | oben           | DB Regio Nordost |
| Stand: 15. Dezember 2024 | |            |                |                  |

### S-Bahn
|     | Spandau – Stresow – Pichelsberg – Olympiastadion – Heerstraße – Messe Süd – Westkreuz – Charlottenburg – Savignyplatz – Zoologischer Garten – Tiergarten – Bellevue – Hauptbahnhof – Friedrichstraße – Hackescher Markt – Alexanderplatz – Jannowitzbrücke – Ostbahnhof – Warschauer Straße – Ostkreuz – Rummelsburg – Betriebsbahnhof Rummelsburg – Karlshorst – Wuhlheide – Köpenick – Hirschgarten – Friedrichshagen – Rahnsdorf – Wilhelmshagen – Erkner \|\|style="text-align:center"\| 10 \|\|style="text-align:center"\| unten           |
|     | Westkreuz – Charlottenburg – Savignyplatz – Zoologischer Garten – Tiergarten – Bellevue – Hauptbahnhof – Friedrichstraße – Hackescher Markt – Alexanderplatz – Jannowitzbrücke – Ostbahnhof – Warschauer Straße – Ostkreuz – Nöldnerplatz – Lichtenberg – Friedrichsfelde Ost – Biesdorf – Wuhletal – Kaulsdorf – Mahlsdorf – Birkenstein – Hoppegarten – Neuenhagen – Fredersdorf – Petershagen Nord – Strausberg – Hegermühle – Strausberg Stadt – Strausberg Nord \|\|style="text-align:center"\| 10 \|\|style="text-align:center"\| unten   |
|     | Potsdam Hauptbahnhof – Babelsberg – Griebnitzsee – Wannsee – Nikolassee – Grunewald – Westkreuz – Charlottenburg – Savignyplatz – Zoologischer Garten – Tiergarten – Bellevue – Hauptbahnhof – Friedrichstraße – Hackescher Markt – Alexanderplatz – Jannowitzbrücke – Ostbahnhof – Warschauer Straße – Ostkreuz – Nöldnerplatz – Lichtenberg – Friedrichsfelde Ost – Springpfuhl – Poelchaustraße – Marzahn – Raoul-Wallenberg-Straße – Mehrower Allee – Ahrensfelde \|\| style="text-align:center"\| 10 \|\|style="text-align:center"\| unten |
|     | (Ostbahnhof –) Warschauer Straße – Ostkreuz – Nöldnerplatz – Lichtenberg – Friedrichsfelde Ost – Springpfuhl – Gehrenseestraße – Hohenschönhausen – Wartenberg \|\|style="text-align:center"\| 10 \|\|style="text-align:center"\| unten |
| ↻ ↺ | Gesundbrunnen – Schönhauser Allee – Prenzlauer Allee – Greifswalder Straße – Landsberger Allee – Storkower Straße – Frankfurter Allee – Ostkreuz – Treptower Park – Sonnenallee – Neukölln – Hermannstraße – Tempelhof – Südkreuz – Schöneberg – Innsbrucker Platz – Bundesplatz – Heidelberger Platz – Hohenzollerndamm – Halensee – Westkreuz – Messe Nord/ZOB – Westend – Jungfernheide – Beusselstraße – Westhafen – Wedding – Gesundbrunnen \|\|style="text-align:center"\| 5 \|\|style="text-align:center"\| oben                         |
|     | Birkenwerder – Hohen Neuendorf – Bergfelde – Schönfließ – Mühlenbeck-Mönchmühle – Blankenburg – Pankow-Heinersdorf – Pankow – Bornholmer Straße – Schönhauser Allee – Prenzlauer Allee – Greifswalder Straße – Landsberger Allee – Storkower Straße – Frankfurter Allee – Ostkreuz – Treptower Park – Plänterwald – Baumschulenweg – Schöneweide – Johannisthal – Adlershof – Grünau (– Eichwalde – Zeuthen – Wildau) \|\|style="text-align:center"\| 20 \|\|style="text-align:center"\| oben                                                   |
|     | Frohnau – Hermsdorf – Waidmannslust – Wittenau (Wilhelmsruher Damm) – Wilhelmsruh – Schönholz – Wollankstraße – Bornholmer Straße – Schönhauser Allee – Prenzlauer Allee – Greifswalder Straße – Landsberger Allee – Storkower Straße – Frankfurter Allee – Ostkreuz – Treptower Park – Plänterwald – Baumschulenweg – Schöneweide (– Johannisthal – Adlershof – Grünau) \|\|style="text-align:center"\| 20 \|\|style="text-align:center"\| oben                                                                                                |

Die Station ist als eine von 20 sogenannten Stammbahnhöfen der Berliner S-Bahn mit einer örtlichen Aufsicht besetzt.

### Busanbindung
Darüber hinaus halten die Buslinien M43, 194, 347 und N94 der Berliner Verkehrsbetriebe am Ausgang Hauptstraße/Markgrafendamm.